# Palazzo Abatellis
Palazzo Abatellis è un antico palazzo nobiliare situato a Palermo in via Alloro, arteria principale del quartiere della Kalsa. È sede dal 1954 della Galleria Regionale della Sicilia che espone una delle maggiori raccolte d'arte d'Italia e testimonia lo sviluppo della cultura figurativa in Sicilia dal XII al XVII secolo con opere di importanti artisti che si formarono o lavorarono più o meno a lungo sull'isola (quali Antonello da Messina, Francesco Laurana, Antonello Gagini, Antoon Van Dyck, Pietro Novelli, Giacomo Serpotta), oltre ad esporre opere di notevoli artisti non di area siciliana (quali il Mabuse, Bronzino, Vasari). La Galleria è nota per ospitare alcuni capolavori che costituiscono autentiche icone della storia dell'arte occidentale (come l'Annunciata di Antonello da Messina e il Trionfo della morte), nonché per l'allestimento di Carlo Scarpa, considerato un capolavoro assoluto della museografia del XX secolo.

## Storia

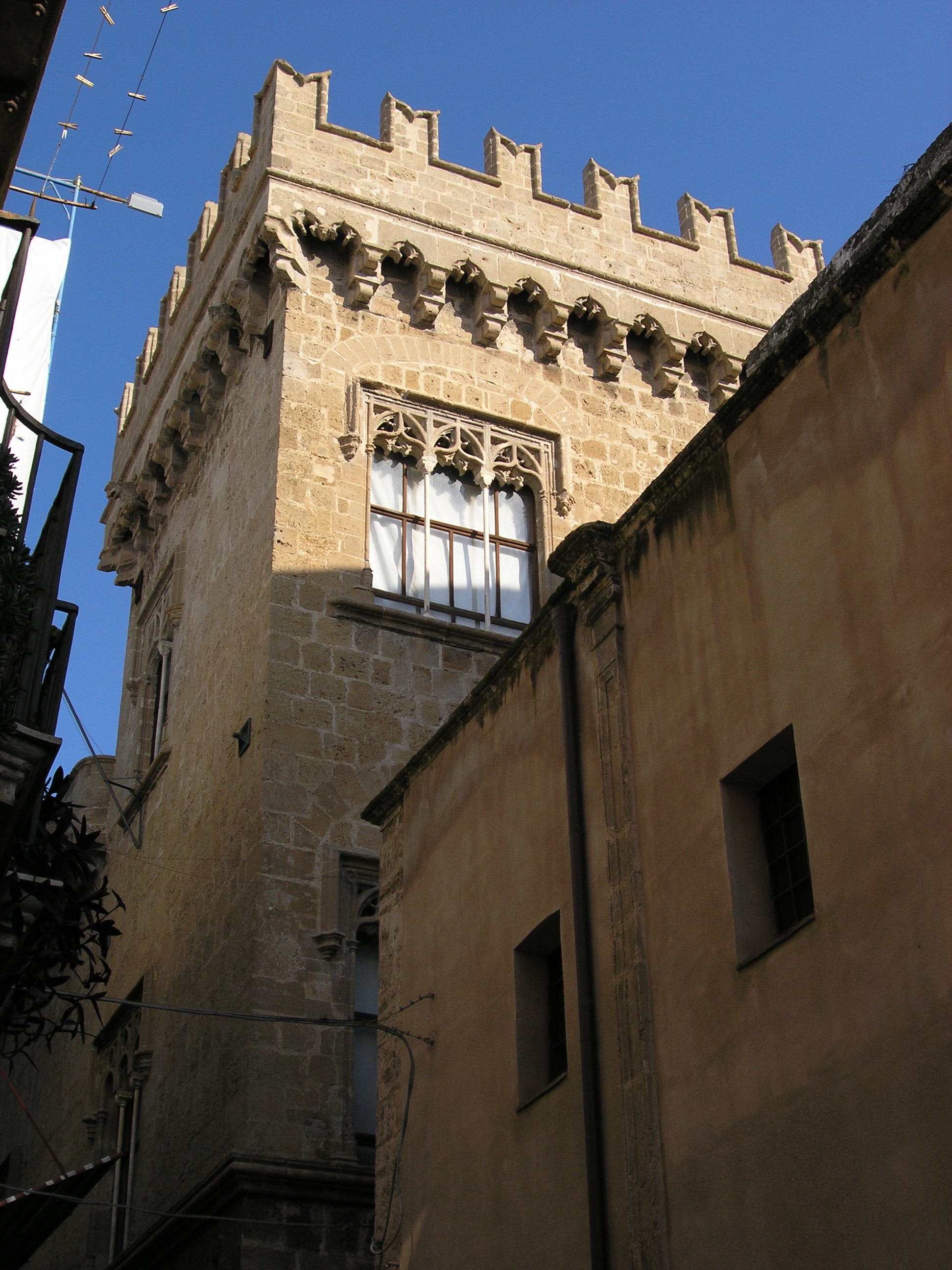
La Torre.

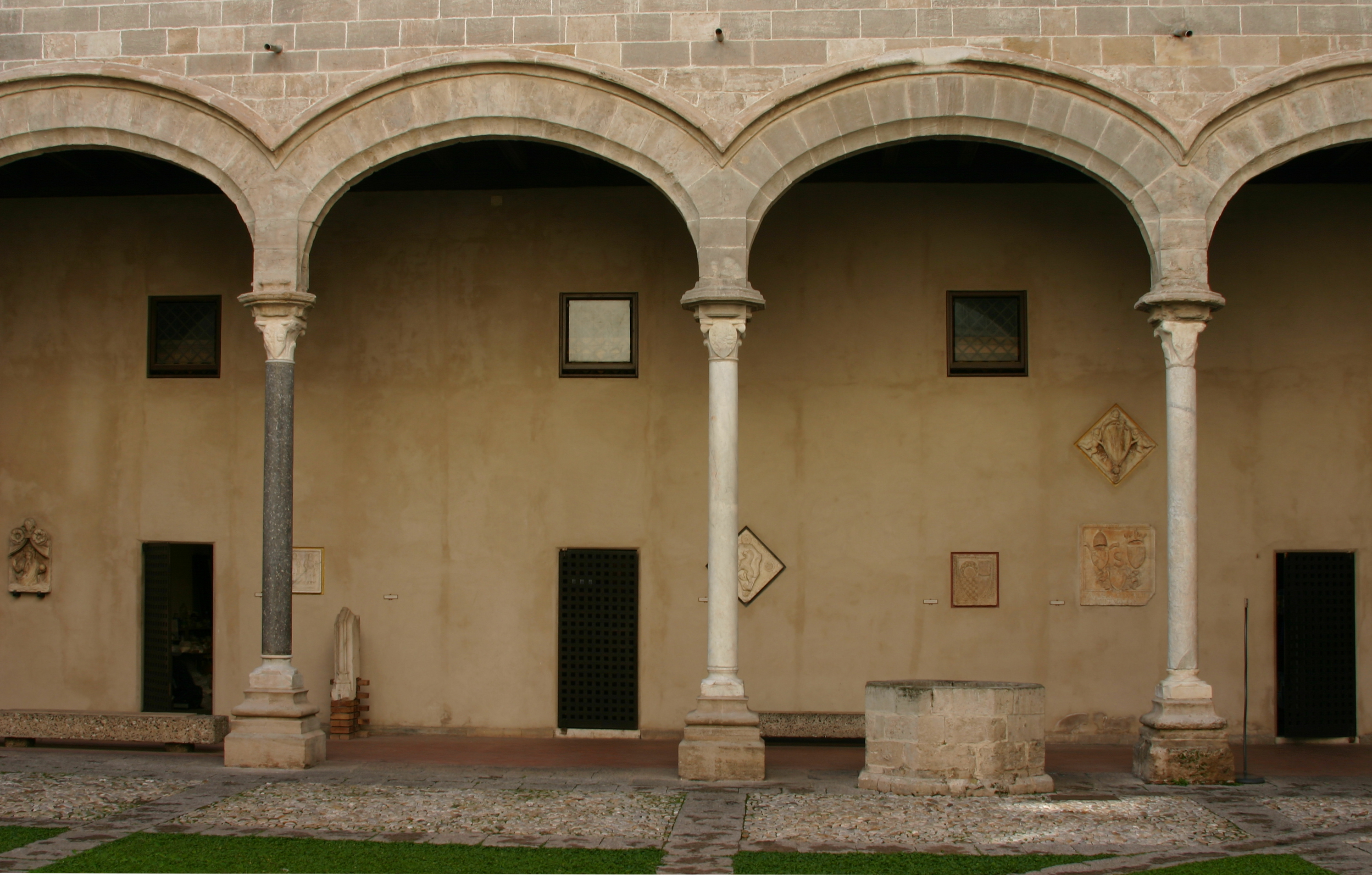
La loggia inferiore.

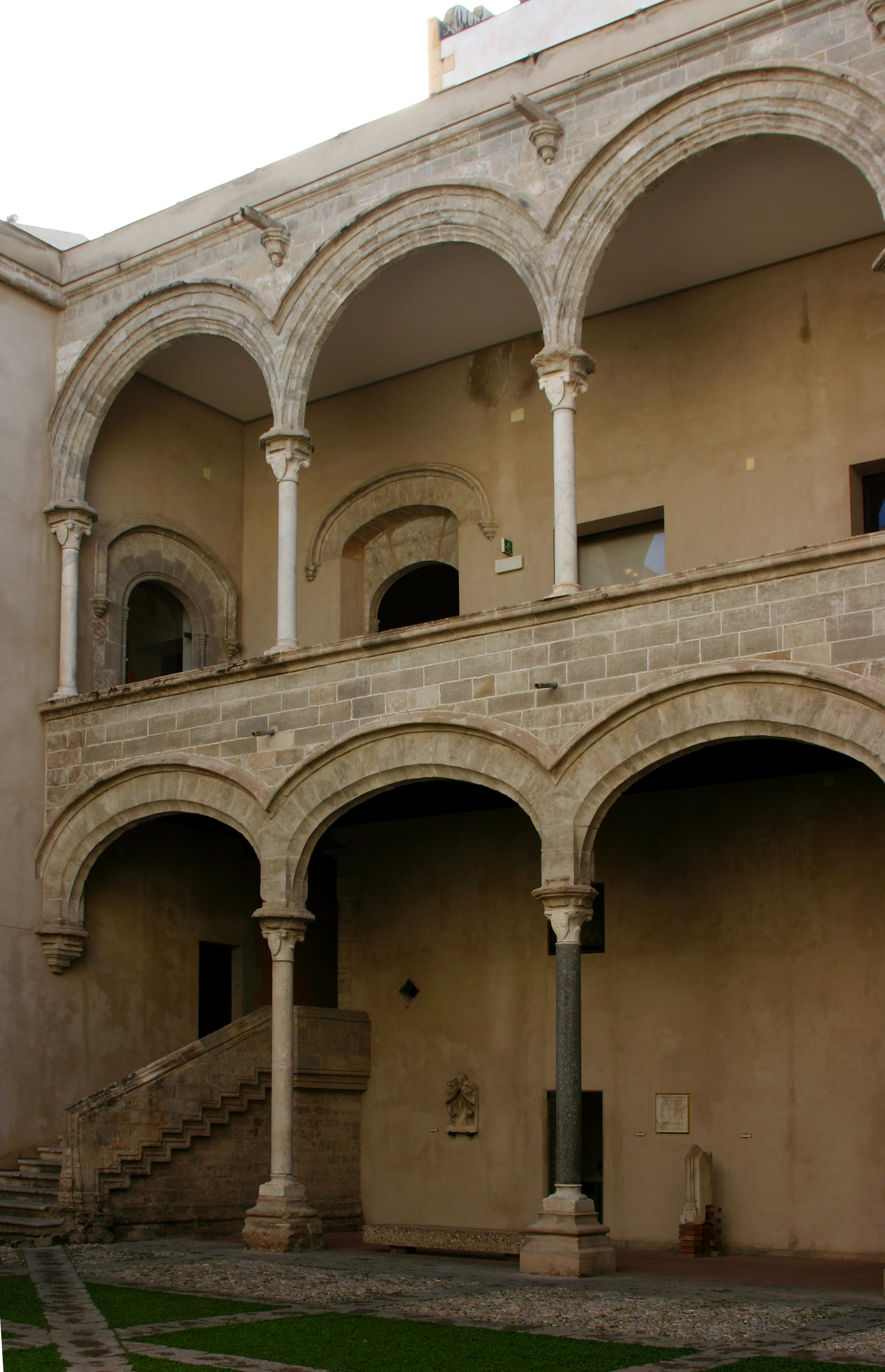
Il Loggiato.

Il palazzo del 1495, opera di Matteo Carnilivari all'epoca attivo a Palermo in cui attendeva ai lavori di palazzo Ajutamicristo, e splendido esempio d'architettura gotico-catalana, era la residenza di Francesco Abatellis (Patella o Albatelli o Abbatelli, corrotto in Abatellis), maestro Portolano del Regno.

### Monastero

#### Epoca aragonese
Di origini lucchesi l'Abatellis, al servizio di re Ferdinando II d'Aragona, fu nominato Prode Capitano indi trasferito a Palermo ove ricoprì la carica di Gran Siniscalco e di Pretore per tre successivi incarichi nel periodo a cavallo il 1486 e il 1495. In città, coi proventi accumulati in terra iberica, edificò un palazzo vicino al convento di Santa Maria degli Angeli detto la Gancia. Vedovo di una nobile spagnola, sposò una cittadina palermitana, ma nessuna delle due consorti diede alla luce un erede, pertanto l'Abatellis, dispose che il palazzo rimanesse alla seconda moglie, e che alla morte di essa, le strutture ospitassero un monastero di donne intitolato a «Santa Maria della Pietà» e amministrato secondo la regola dell'Ordine benedettino.

#### Epoca spagnola
Delle disposizioni testamentarie fu disattesa la tipologia dell'ordine atto a governare l'istituzione: infatti il 19 maggio 1526 un gruppo di religiose dell'Ordine domenicano, provenienti dal monastero di Santa Caterina, si trasferì nel palazzo. Furono necessari numerosi adattamenti per renderlo adeguato alle esigenze della vita monastica, e come si può vedere da una pianta pubblicata dal Filippo Meli in Matteo Carnelivari e l'architettura del quattro e cinquecento in Palermo, le diverse ali furono frazionate per realizzare celle e corridoi. All'esterno le finestre furono modificate e furono tolte le colonnine intermedie e, a volte, anche alcuni elementi decorativi. Nel 1553 il palazzo fu denominato monastero del Portolano.

#### Primitiva chiesa di Santa Maria della Pietà
Per le esigenze della comunità religiosa fu necessaria l'edificazione di una cappella costruita sul lato sinistro del palazzo occultando uno dei prospetti. Questa cappella fu eretta negli anni 1535 - 1541 dall'architetto Antonio Belguardo e prese il nome di chiesa di Santa Maria della Pietà. Il luogo di culto presentava il prospetto rivolto a settentrione e l'altare a mezzogiorno, in un'area adiacente alla porta antica del Palazzo.
Nel XVII secolo con la costruzione di una chiesa più grande (l'odierna chiesa di Santa Maria della Pietà) con ingresso principale su via Butera, la cappella fu abolita e suddivisa in diversi vani, la parte anteriore con l'ingresso su via Alloro fu adibita a parlatorio mentre nella parte retrostante fu realizzata una porta di accesso nel muro dell'abside, tolto l'altare e tramutata in magazzini. Con l'emanazione delle leggi eversive il monastero fu tuttavia mantenuto, in via straordinaria, alle religiose domenicane.

#### Epoca contemporanea

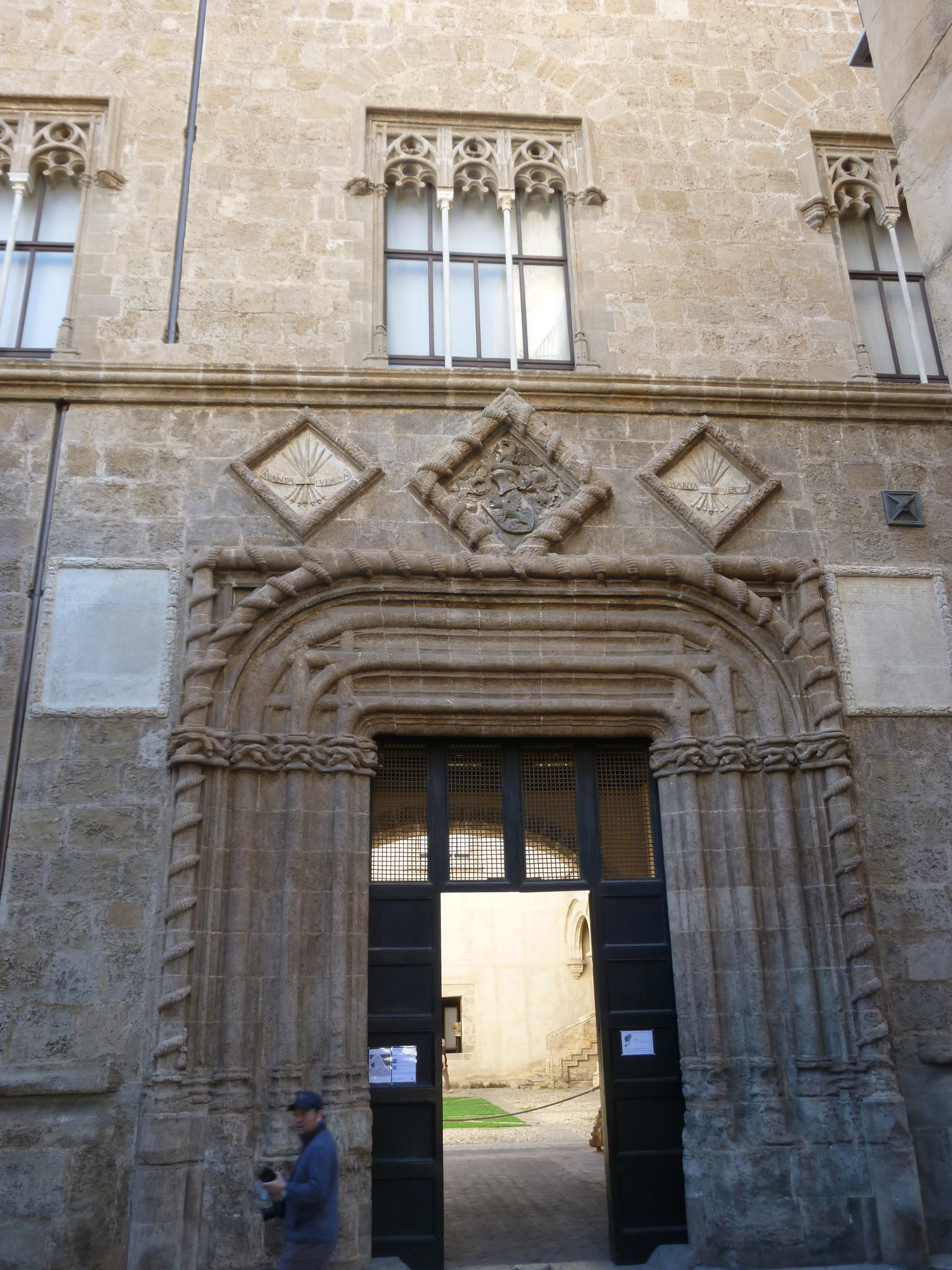
Il portone d'ingresso.

Durante la notte tra il 16 e il 17 aprile 1943, il palazzo fu colpito durante un bombardamento aereo del secondo conflitto mondiale, evento che determinò il crollo parziale dell'ala sud - occidentale e della parete della torre ovest.

### Museo
Finita la guerra si decise di provvedere al suo restauro e di trasformare il palazzo in "Galleria d'Arte per le collezioni d'arte medievale". Prima di questa sede le opere facevano parte della Pinacoteca della Regia Università e, dal 1866 in poi, delle collezioni del museo archeologico regionale «Antonio Salinas».
La Soprintendenza ai Monumenti affidò quindi all'architetto Mario Guiotto e successivamente all'architetto Armando Dillon i lavori di consolidamento e di restauro. Furono tolte le superfetazioni e furono ricostruiti il portico, la loggia e il salone centrale di cui era crollato il soffitto. 
Questi lavori furono ultimati a metà 1953 e fu allora chiamato Carlo Scarpa per curare l'allestimento e l'arredamento della Galleria che venne aperta al pubblico il 23 giugno del 1954. Scarpa realizzò anche diversi adattamenti di questi restauri per le necessità dell'allestimento.
Nel 1977 le competenze dei beni culturali passarono alla Regione Siciliana e la Galleria divenne regionale.
Il 4 febbraio 2008 il museo è stato temporaneamente chiuso per effettuare lavori di restauro cofinanziati dal fondo FESR dell'Unione Europea, e il 12 novembre 2009 è stato riaperto. Conservando il lavoro di Scarpa, sono state riviste e create nuove ali (le nuove sale verdi e rosse) ai piani superiori compresa una terrazza sul tetto.
(Walter Gropius)

## Esterno
Edificio a pianta rettangolare con cortile interno, costruito con pietre d'intaglio e torre angolare, si sviluppa su due livelli raccordato da due scale scoperte che si fronteggiano e da un magnifico loggiato a due ordini con archi a sesto ribassato al piano terra e archi a tutto sesto al piano superiore.
Il portale d'ingresso, sebbene maestoso e lineare, incastonato tra le due torri merlate che spiccano dalla rigorosa costruzione, è delimitato da una cornice in pietra sormontata al centro da stemmi recanti le armi della famiglia Patella - Abatellis. Il prospetto principale al piano nobile è decorato da raffinate trifore. Il cortile originariamente era lavorato in tufo così come l'ingresso e la torre, ad oggi tuttavia il palazzo rimane fortunatamente uno dei palazzi tardo-medievali meglio conservati dell'Italia meridionale e fortunatamente non rimaneggiato in epoca barocca come spesso è avvenuto tra XVII e XVIII secolo, tale stato di conservazione permette di capirne bene le forme e la struttura e di avere un grado di approssimazione minimo per ricostruirne la storia e lo stile

## Le sale espositive

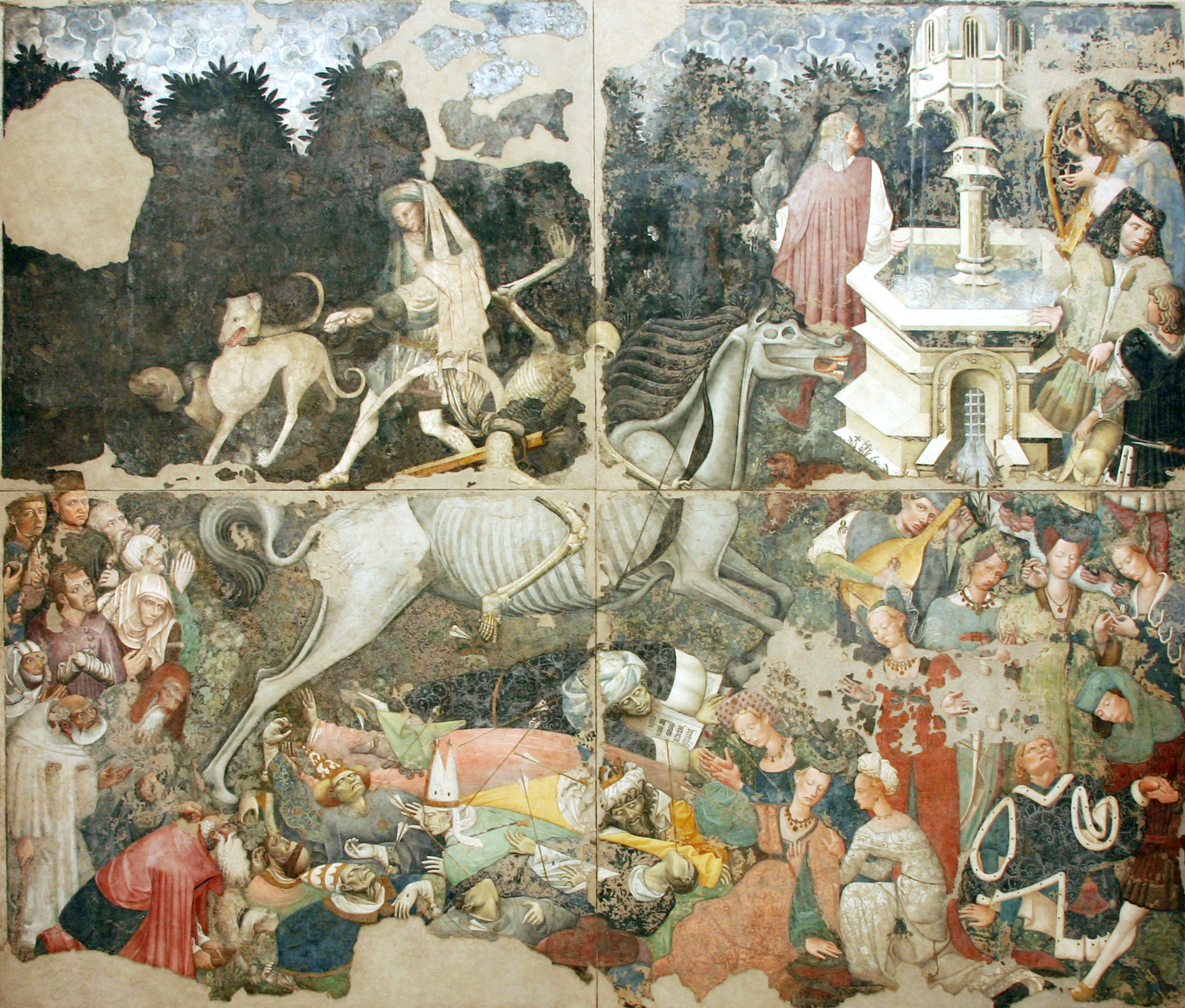
Maestro del Trionfo della Morte, Trionfo della Morte, 600 x 642 cm, inizio XV secolo

Nelle sale della galleria hanno trovato posto le opere provenienti da acquisizioni, donazioni e anche degli incameramenti dei beni degli enti religiosi soppressi nel 1866.
Al piano terra si trovano, fra i tanti manufatti tutti d'altissimo livello qualitativo: le opere lignee ad intaglio del XII secolo e le sculture del Trecento e del Quattrocento fra cui alcune di Antonello Gagini come l'Annunciazione e Ritratto di giovinetto, di Domenico Gagini come la Madonna del latte, le maioliche dipinte a lustro metallico dei secoli XIV e XVII, il Busto di gentildonna di Francesco Laurana (XV secolo) conosciuta come Eleonora d'Aragona, di forme elette e di plastica sodezza e le tavole dipinte di soffitti lignei.
Nella sala II, si trova lo straordinario grande affresco del Trionfo della Morte (databile con ogni probabilità agli anni 1445 e seguenti), proveniente da Palazzo Sclafani è esposto nella ex-cappella con una illuminazione dall'alto di grande impatto visivo. La morte, su un cavallo scheletrico, irrompe in un giardino e semina scompiglio con frecce letali tra giovani gaudenti e nobili donzelle, dopo aver seminato le gerarchie terrene, laici e religiosi, papi e imperatori, i cui corpi ormai giacciono esanimi, risparmiando quasi per beffa il gruppo di miserabili e derelitti che pure la invoca.

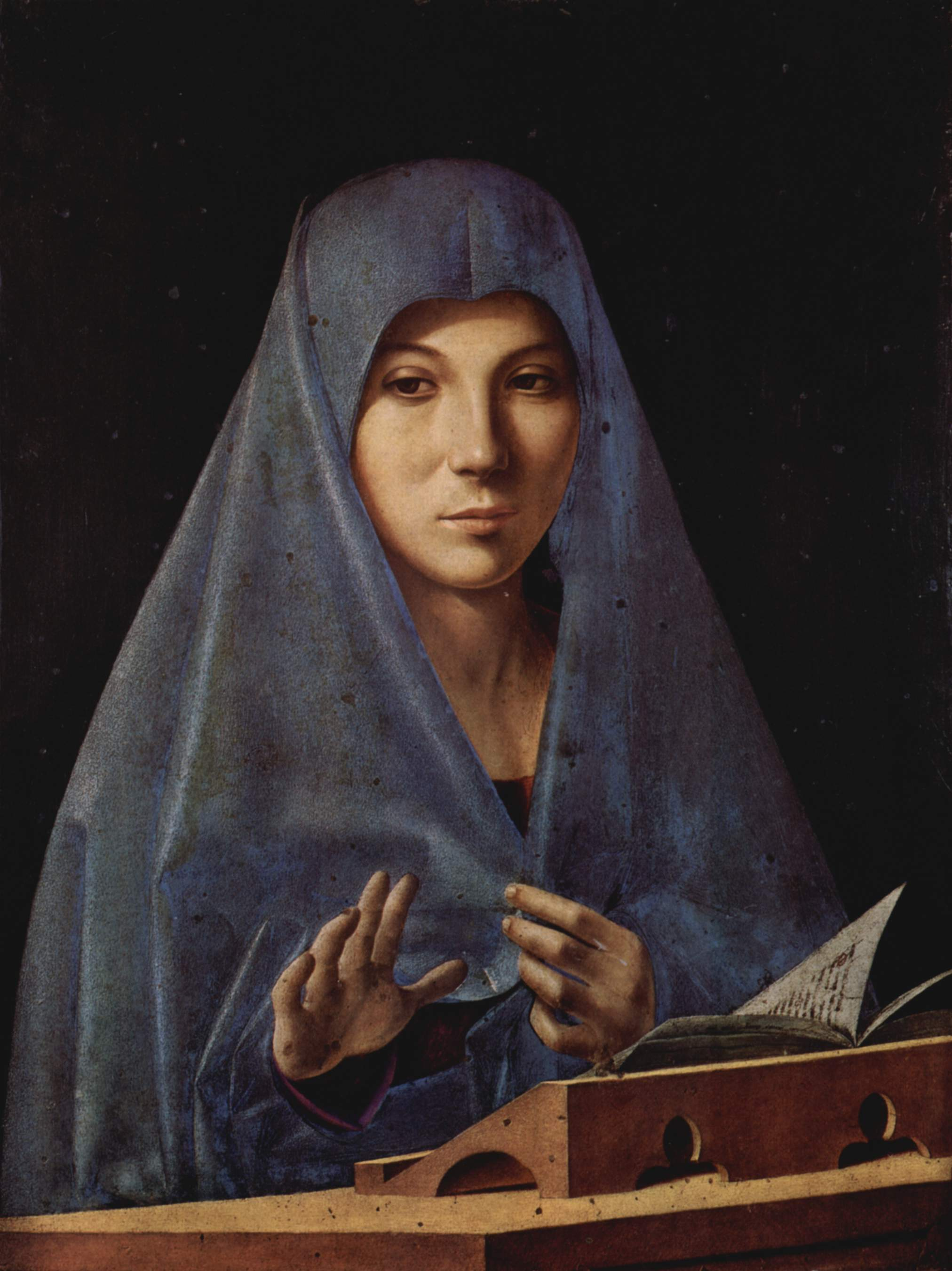
LAnnunziata di Antonello da Messina, tempera su tavola

Al primo piano l'opera di maggior rilievo è, senza dubbio, l'Annunziata di Antonello da Messina (XV secolo). Opera di assolutezza formale, considerata un'autentica "icona" del rinascimento italiano, è collocata nella sala X conosciuta come sala dell'Antonello. La Vergine è colta nell'istante supremo dell'Annunciazione (l'angelo le sta di fronte ma è invisibile). Il gesto della mano, il trapezio del manto, la politezza delle forme e lo sguardo magnetico, esaltano la figura restituendole una astratta bellezza. Nella stessa sala, a fianco ad essa sono collocate altre opere di Antonello: le tavole con le immagini di tre Dottori della Chiesa che costituivano le cuspidi di un polittico andato disperso.
Prima di accedere alla sala dedicata ad Antonello, nel percorso espositivo del piano nobile della Galleria Regionale si possono ammirare l'"Ultima Cena" del pittore catalano Jaume Serra, il "Salone delle croci", dove trovano posto la croce dipinta da Pietro Ruzzolone e quella del Maestro di Galatina e la collezione della pinacoteca di provenienza per la maggior parte da chiese e dai conventi della città, con opere quali la Madonna dell'Umiltà di Bartolomeo Camulio (sala VII) l'Incoronazione della Vergine di Riccardo Quartararo (sala XI) e i dipinti cinquecenteschi di Antonello Crescenzio.
La Sala XIII accoglie una serie pregevolissima di dipinti fiamminghi databili fra il XV e XVI secolo, la perla della raccolta è sicuramente il Trittico Malvagna di Jan Gossaert. Si tratta di un'opera miniaturista dove sono rappresentate una Madonna col bambino tra angeli, Santa Caterina d'Alessandria e Santa Dorotea, mentre sul retro del pannello si trova lo stemma della famiglia dei Lanza. Altro capolavoro della sala fiamminga è la Deposizione di Jan Provost.
Nelle ultime sale (XV, XVI e XVII) di questo piano sono esposti dipinti di Vincenzo da Pavia, Jacopo Palma il vecchio, le tele a carattere mitologico quali Andromeda liberata da Perseo del Cavalier d'Arpino e Venere ed Adone di Francesco Albani e le opere più significative del Manierismo di marca Michelangiolesca, con dipinti di Giorgio Vasari (La caduta della manna, in due parti), Girolamo Muziano e Marco Pino.
I nuovi spazi museali (sala verde e sala rossa) si snodano su due piani, presentano una significativa raccolta del tardo manierismo siciliano, della pittura seicentesca e del realismo. La sala verde illustra opere del tardo manierismo di impronta controriformista, attraverso la produzione di artisti siciliani attivi a cavallo fra il cinquecento e il seicento: Giuseppe d'Alvino, Gaspare Bazzano e Pietro D'Asaro. Fra le altre opere più significative vanno citate San Francesco e l'Estasi di Santa Caterina di Filippo Paladini.

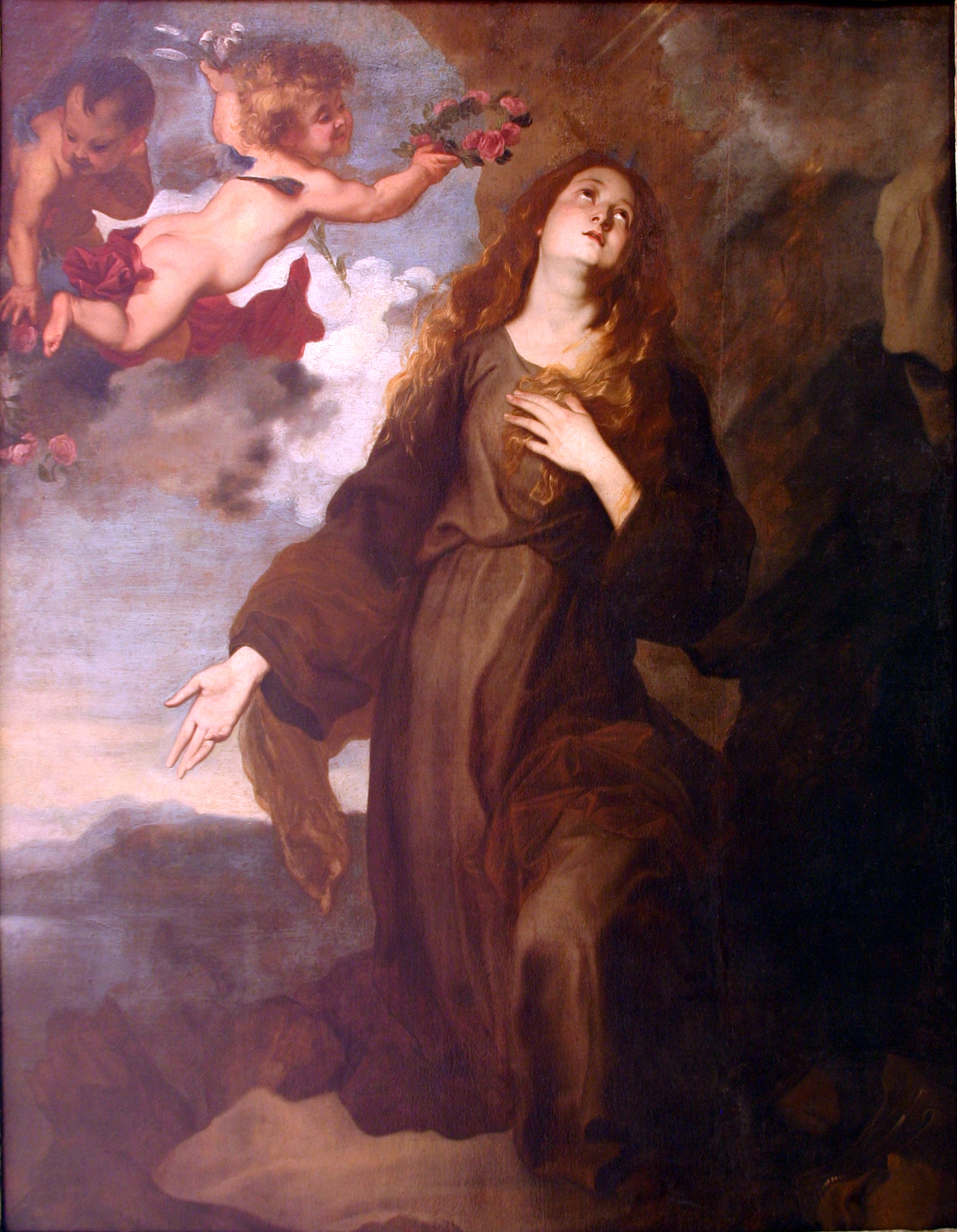
Santa Rosalia incoronata dagli angeli di A. Van Dyck

A concludere il percorso espositivo della sala verde, un capolavoro dell'oreficeria Palermitana del '600, la Sfera d'Oro, grande ostensorio in oro, argento dorato, smalti e diamanti, proveniente dalla Casa dei padri Filippini all'Olivella.
Nella sala rossa, al termine del percorso museale, assume grande rilevanza la componente Caravaggesca, con il francese Simon Vouet autore di Sant'Agata in carcere visitata da san Pietro, e con Amore dormiente del napoletano Battistello Caracciolo, ma anche una buona copia di ignoto, autore della Cena in Emmaus del Caravaggio, versione National Gallery di Londra.
Le opere principali di questa sala sono le tele di Antoon van Dyck: "Santa Rosalia incoronata dagli angeli", la "Madonna col bambino" e il "Compianto" a lui attribuito. Il pittore fiammingo che trovandosi a Palermo nei giorni terribili della pestilenza del 1624, propose una nuova iconografia e sicuramente influenzò nei decenni successivi l'opera di Pietro Novelli di cui citiamo i pregevolissimi Mosè, l'I ncoronazione di San Casimiro, San Pietro liberato dal carcere e la splendida pala d'altare denominata Comunione di Santa Maria Maddalena.
A seguire nella stessa sala, gli sviluppi della cultura figurativa del Seicento, fra le opere più importanti annoveriamo: tra gli stranieri, le tele del fiammingo Mathias Stomer e dello spagnolo Josepe Ribera detto lo "Spagnoletto", mentre fra gli italiani tele di rara bellezza sono La Maddalena di Andrea Vaccaro, il Tormento di Tycius di Cesare Fracanzano. La chiusura del percorso espositivo, è dedicata alla linea più marcatamente barocca che si dipana attraverso i dipinti di Mattia Preti, Agostino Scilla e Luca Giordano.

## Opere principali
- Annunziata, Antonello da Messina

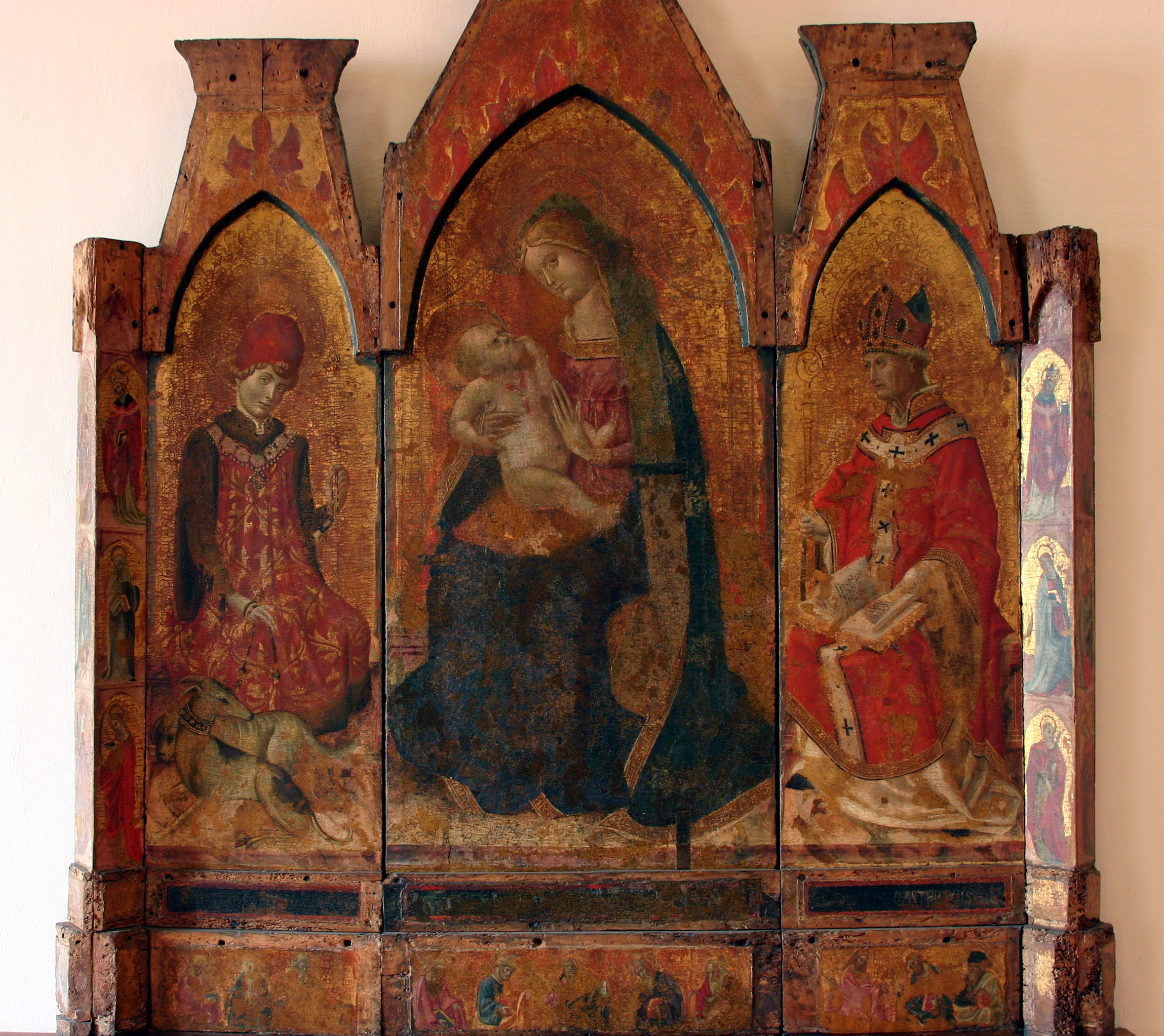
Madonna col Bambino tra i santi Vito e Castrense

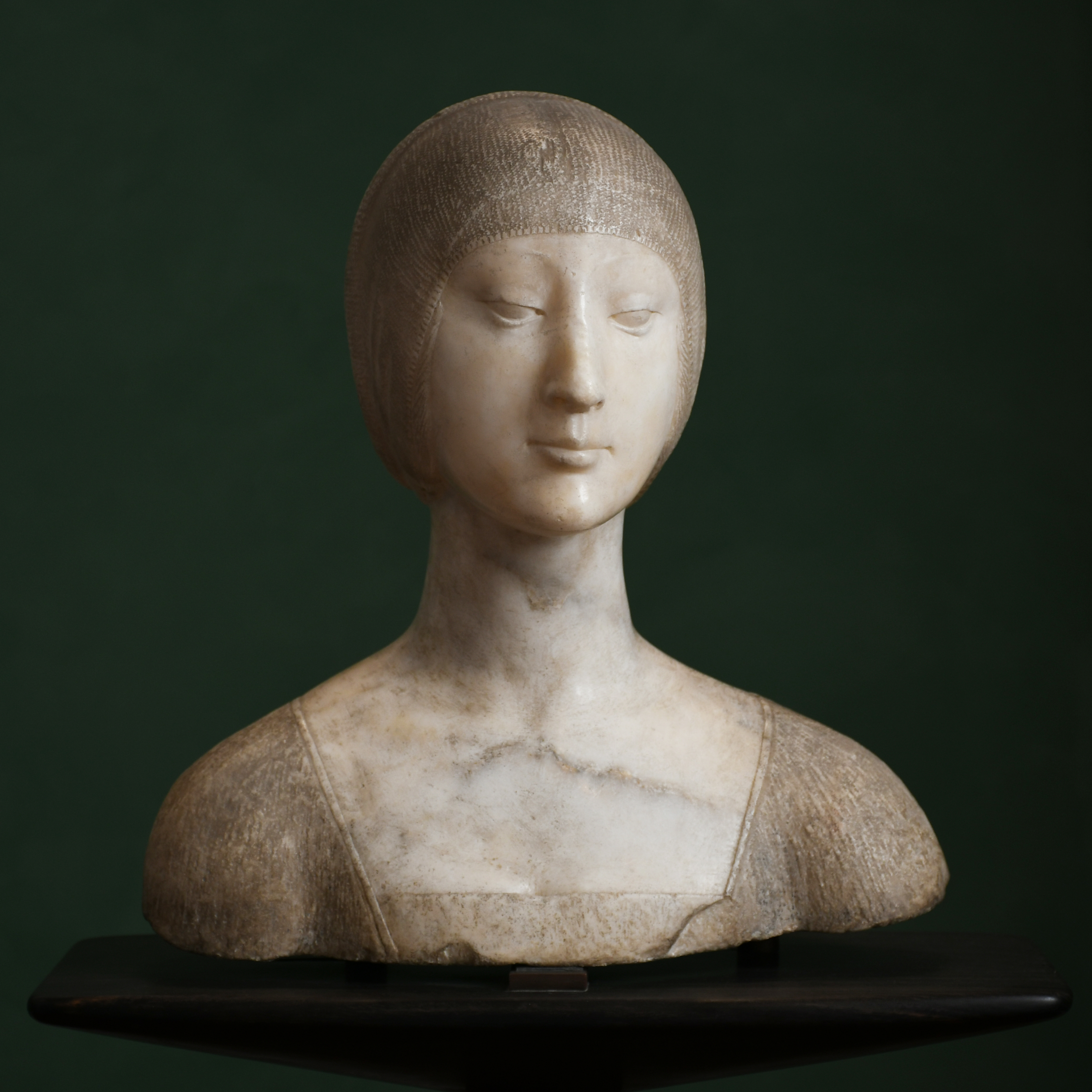
Ritratto di Eleonora d'Aragona

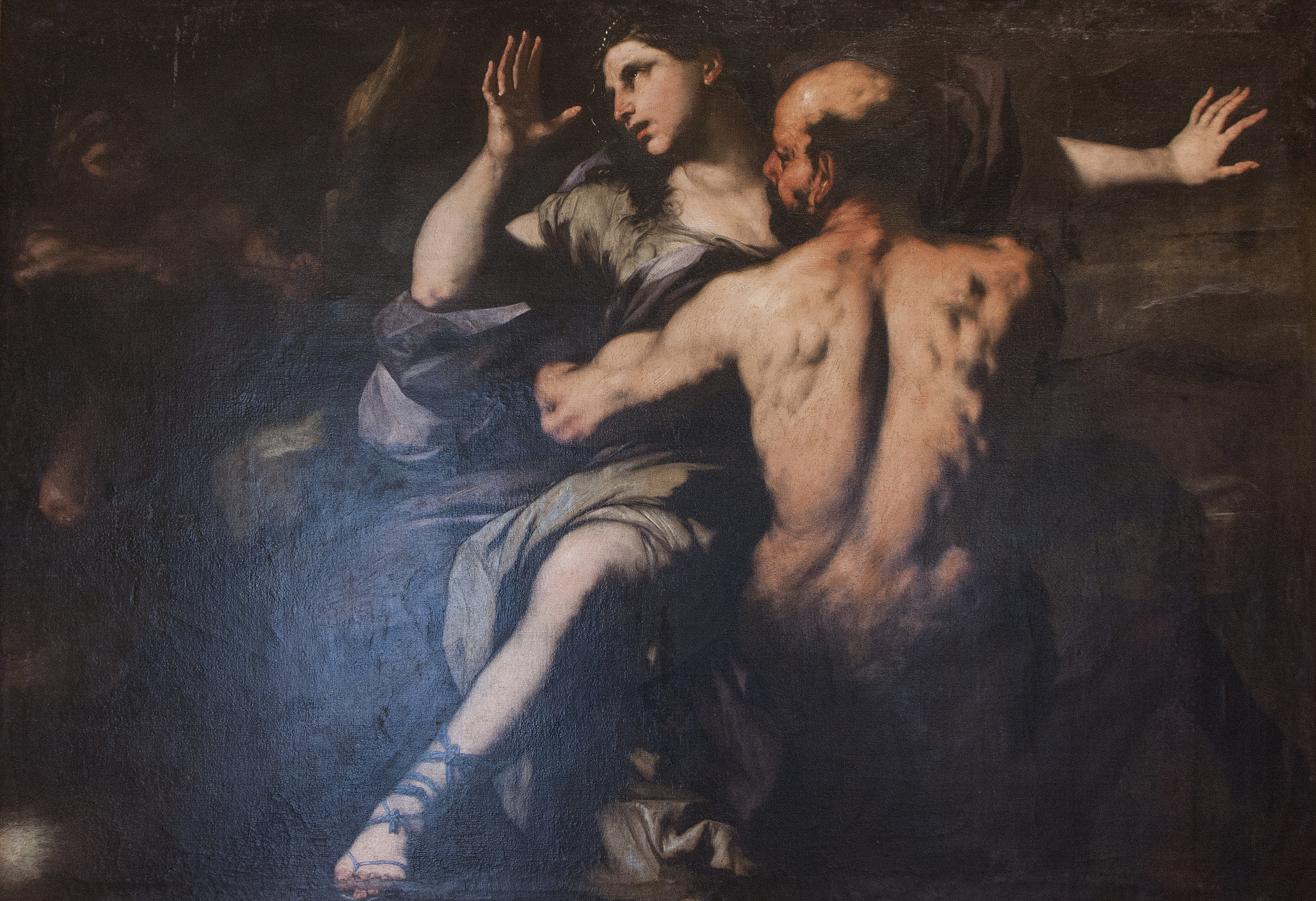
Ratto di Deianira, Luca Giordano

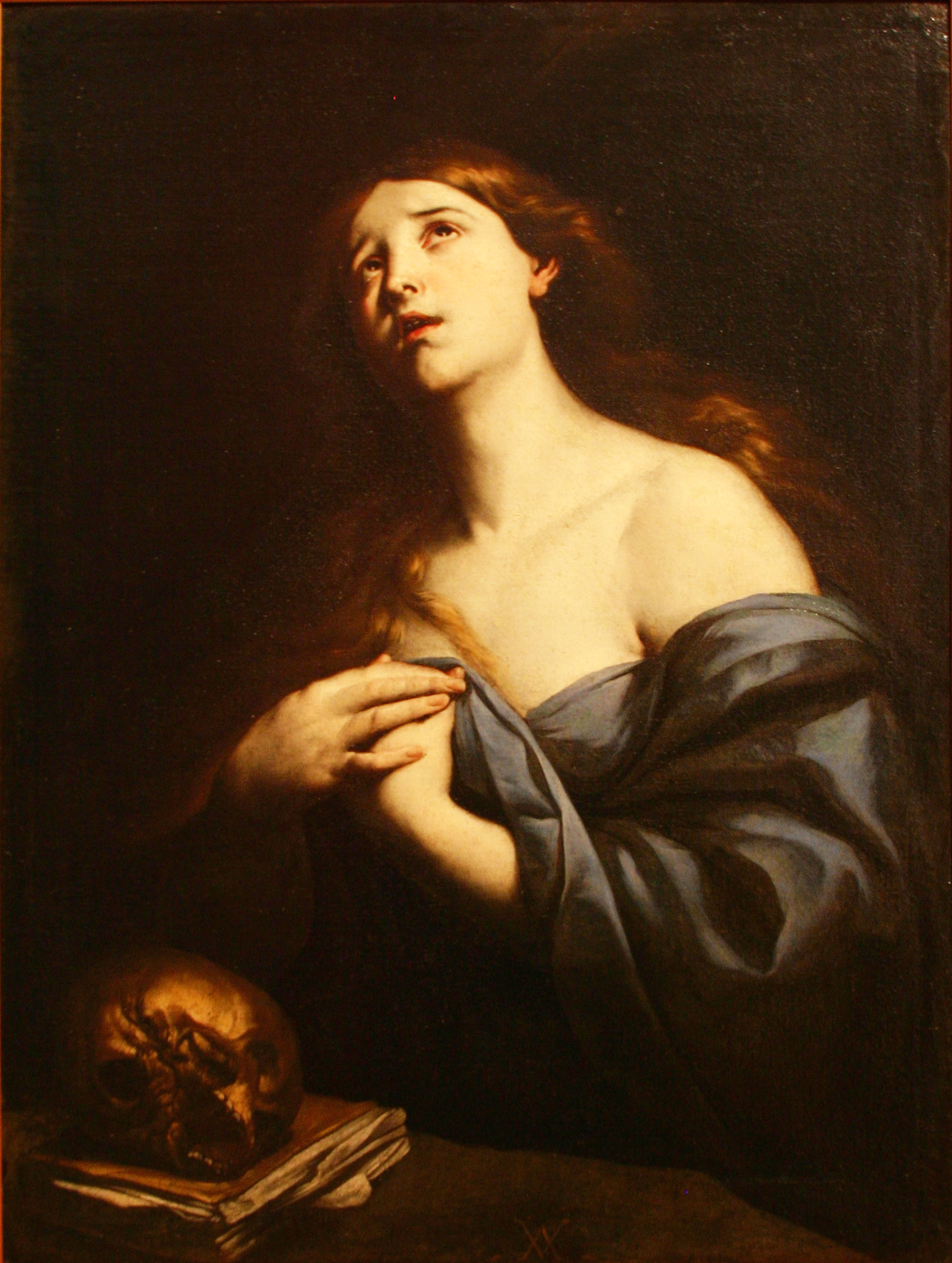
Maddalena penitente, Andrea Vaccaro

- Sant'Agostino, Antonello da Messina
- San Gregorio Magno, Antonello da Messina
- San Girolamo, Antonello da Messina
- Trionfo della morte, autore ignoto, conosciuto come il maestro del trionfo della morte
- Madonna col Bambino tra i santi Vito e Castrense, autore ignoto
- Madonna col Bambino e san Giovannino, Agnolo Bronzino
- Annunciazione, Pietro Novelli
- Madonna delle Grazie con i santi Rosalia e Giovanni Battista, Pietro Novelli
- Comunione di santa Maria Maddalena, Pietro Novelli
- Mosè, Pietro Novelli
- Incoronazione di San Casimiro, Pietro Novelli
- San Pietro liberato dal carcere, Pietro Novelli
- Busto di gentildonna detto di Eleonora d'Aragona, scultura di Francesco Laurana
- Sant'Andrea, Girolamo Muziano
- Trasfigurazione, Marco Pino
- Incoronazione della Vergine, Riccardo Quartararo
- Assunta fra i Cherubini ed angeli musicanti, Antonello Crescenzio
- Santa Rosalia incoronata dagli angeli, Antoon van Dyck
- Madonna con il Bambino, copia attribuita ad Antoon van Dyck
- Madonna del Rosario, Antoon van Dyck
- Cristo e la cananea, dono di Francesco I, Mattia Preti[13]
- Cristo e l'adultera, Mattia Preti
- I quattro evangelisti, Mattia Preti
- Ratto di Deianira, Luca Giordano
- Strage degli Innocenti, olio su tela, cm 198 x 264, Luca Giordano
- San Paolo Eremita, Jusepe Ribera
- Sant'Agostino che sfoglia un libro, Jusepe Ribera
- Madonna del latte, scultura di Domenico Gagini
- Madonna col Bambino, scultura di Antonello Gagini
- Annunciazione, gruppo scultoreo di Antonello Gagini
- Sant'Agata visitata in carcere da San Pietro, Simon Vouet
- Ultima Cena, Jaume Serra
- Deposizione, Jan Provoost
- Madonna dell'umiltà, Bartolomeo Camulio
- Trittico Malvagna, Jan Gossaert, conosciuto anche come Mabuse
- Il tormento di Tycius, Cesare Fracanzano
- Compianto del Cristo morto, Vincenzo degli Azani detto Vincenzo da Pavia
- Fuga in Egitto, Vincenzo degli Azani detto Vincenzo da Pavia
- Madonna del riposo, scultura di Antonello Gagini
- Maddalena, Andrea Vaccaro
- Andromeda liberata da Perseo, Giuseppe Cesari detto Cavalier d'Arpino
- Uomo che soffia su un tizzone, Matthias Stomer
- San Francesco, Filippo Paladini
- Estasi di santa Caterina, Filippo Paladini
- San Michele Arcangelo, Filippo Paladini
- Venere ed Adone, Francesco Albani
- Trinità, Vito D'Anna

## Altre opere
- XVII secolo, Giacomo Serpotta, ritratto, olio su tela, opera realizzata da Gaspare Serenari.
- Pietro D'Asaro
  - 1609, Natività di Gesù con Santa Chiara, San Francesco d'Assisi e San Giovanni Battista, opera documentata per la chiesa di San Vito di Chiusa Sclafani oggi nei depositi.
  - 1611, Ultima Cena, opera proveniente dal convento di Santa Maria di Gesù.
  - 1613c., Adorazione dei Magi, due bozzetti di pale d'altare, di ottima fattura.
  - XVII secolo, San Francesco abbraccia il Crocifisso.
  - XVII secolo, Orfeo suona il violino.
  - XVII secolo, Maddalena penitente, tavoletta firmata, opera proveniente dal convento dell'Ordine dei frati minori cappuccini di Castronovo di Sicilia, custodita nei depositi.
  - XVII secolo, Lapidazione di Santo Stefano, tavoletta firmata, custodita nei depositi.
- Il Paradiso terrestre, olio su tela, cm. 139 x 190, Leandro Bassano.
- La Madonna consegna a San Bonaventura il Gonfalone del Santo Sepolcro o Madonna della Vittoria, olio su tela, cm. 101,5 x 76, Francesco Solimena.
- Festa del Bucintoro, olio su tela, cm 143 x 216, Joseph Heintz il Giovane.
- XV secolo, Polittico di Corleone raffigurante l'Incoronazione di Maria Vergine ritratta tra San Michele Arcangelo, San Giovanni Battista, San Giovanni Evangelista, San Leoluca, la Trasfigurazione, Santa Maria Maddalena, Angelo Annunciante, Maria Vergine Annunciata, Santa Lucia, Cristo in pietà e apostoli, Santi. Opera proveniente dalla sacrestia della chiesa del monastero del Santissimo Salvatore di Corleone.[14]

### Modelli e disegni
- 1699, Carità, Bozzetto in terracotta, opera di Giacomo Serpotta.
- 1711 - 1718, Disegno dell'oculo della controfacciata della chiesa di Sant'Agostino, matita nera, penna e inchiostro bruni, acquarello grigio su carta bianca ingiallita, opera di Giacomo Serpotta.
- 1713 - 1719, Putti insieme di tre gruppi, manufatti in stucco, opere provenienti dall'Oratorio di Santa Maria delle Grazie al Ponticello di Giacomo Serpotta.
- 1729, Disegno raffigurante il portale interno della chiesa di San Matteo al Cassaro, matita nera, inchiostro bruno e acquarello grigio su carta bianca ingiallita, opera attribuita a Francesco Ferrigno e Giacomo Serpotta.
- 1730c., Il battesimo di Costantino, penna e inchiostro bruno su carta bianca, documentato nell'Oratorio dei Santi Elena e Costantino, opera realizzata da Guglielmo Borremans.
- XVII secolo fine, Mensola, bozzetto con raffigurazioni di Satiri, terracotta, opera di Giacomo Serpotta.
- XVII secolo fine, Disegno di cornice, penna e inchiostro bruni su carta bianca ingiallita, opera di Giacomo Serpotta.
- XVIII secolo inizio, Disegno raffigurante un arco di cappella, matita nera, penna e inchiostro bruni, acquarello grigio su carta bianca ingiallita, opera di Giacomo Serpotta.
- 1677, Frontespizio in Galeriae farnesianae icones Romae Io Iacobus de Rubeis formis Romae, opera di Pietro Aquila.
- 1685 - 1686, Rebecca al pozzo, olio su tela, opera di Pietro Aquila.
- 1685 - 1686, Giacobbe inganna il padre Isacco, olio su tela, opera Pietro Aquila.
- 1692, Alzato dell'altare della Cappella di San Fausto per la chiesa della Natività di Nostra Signora a Mejorada del Campo, penna e inchiostro bruno, inchiostro bruno, acquerellature colorate, matita nera, opera realizzata con la collaborazione di Giacomo Amato e di Pietro Aquila.
- 1687, Prospetto del fronte a mare della chiesa di San Mattia e noviziato dei Padri Crociferi, penna e inchiostro bruno su tracce di matita nera, acquerellature in toni di grigio, fori di compasso, opera di Giacomo Amato.
- 1689, Prospetto definitivo della facciata della chiesa di Santa Maria della Pietà, matita nera e acquerellature in toni di bruno, fori di compasso, opera di Giacomo Amato.
- 1692 - 1728, Progetto della nuova facciata del palazzo Branciforte nella strada di San Nicolò alla Kalsa, matita nera, inchiostro bruno, acquerellature in toni di grigio, fori di compasso, opera di Giacomo Amato.
- 1698, Alzato di porta laterale della chiesa di Santa Maria della Pietà, penna e inchiostro bruno, acquerellature in toni di grigio, matita nera, fori di compasso, opera di Giacomo Amato.
- 1704c., Prospetto di loggia nel cortile di palazzo Tarallo, matita nera, penna e acquerellature in toni di bruno, fori di compasso, opera di Giacomo Amato.
- 1704c., Prospetto delle logge nel cortile di palazzo Tarallo, matita nera, penna e acquerellature in toni di bruno, fori di compasso, opera di Giacomo Amato.
- 1714 ante, Prospetto della nuova facciata del palazzo Spaccaforno, matita nera, acquerellature in toni di grigio, fori di compasso, opera di Giacomo Amato.
- XVIII secolo inizi, Studio per cornice, penna e inchiostro bruno, acquarellature brune e gialle, su matita nera, fori di compasso, opera di Giacomo Amato e bottega.
- XVII secolo fine, Santa Rosalia in veste d'Aurora sparge fiori su Palermo, tempera nera a pennello, acquerellature a toni grigio/bruni, matita nera, opera di Antonio Grano.
- XVIII secolo inizi, Studio di decorazione con aquila, delfini, tritoni e telamoni, penna e inchiostro bruno, acquerello grigio e azzurro su carta bianca, opera di Antonio Grano.
- XVIII secolo inizi, Allegoria della Pace, penna e acquerello bruno e grigio su carta bianca ingiallita, opera di Antonio Grano.
- XVII secolo fine, Disegno di ostensorio per un apparato delle Quarantore, matita nera, inchiostro bruno e acquerellature in toni di bruno, opera frutto della collaborazione di Paolo Amato e Antonio Grano.
- XVII secolo fine, Disegno di credenza di sacrestia per un monastero, inchiostro bruno su tracce di matita nera, acquerellature in toni di grigio e di amaranto su carta bianca fine, opera frutto della collaborazione di Paolo Amato e Antonio Grano.
- 1687, Apparato per il Santissimo Sacramento nell'oratorio delle Anime Derelitte nel chiostro di San Domenico, penna e inchiostro bruno, acquerellature colorate su tracce di matita nera, fori di compasso, opera frutto della collaborazione di Giacomo Amato e Antonio Grano.
- 1689, Disegno per l'incisione raffigurante il Gioco di Fuoco celebrato a Palermo in onore del matrimonio di Carlo II d'Asburgo e Maria Anna di Neuburg, commissionato dal duca di Uzeda, matita nera, penna e inchiostro bruno, fori di compasso, opera frutto della collaborazione di Giacomo Amato e Antonio Grano.
- 1692 ante, Disegno per reliquiario di Santa Rosalia, inchiostro e acquerello bruno su carta bianca, opera frutto della collaborazione di Giacomo Amato e Antonio Grano.
- 1693c., Disegno raffigurante l'altare del Santissimo Sacramento nell'Oratorio della Compagnia della Carità di San Bartolomeo degli Incurabili, penna e inchiostro bruni, acquarello grigio su matita nera su carta bianca ingiallita, opera frutto della collaborazione di Giacomo Amato e Antonio Grano.
- 1701, attribuzione, Alzato del catafalco per le esequie del Re Carlo II di Spagna eretto a Palermo, matita nera, acquarellature in toni di grigio, fori di compasso, opera frutto della collaborazione di Giacomo Amato e Antonio Grano.

## Galleria d'immagini

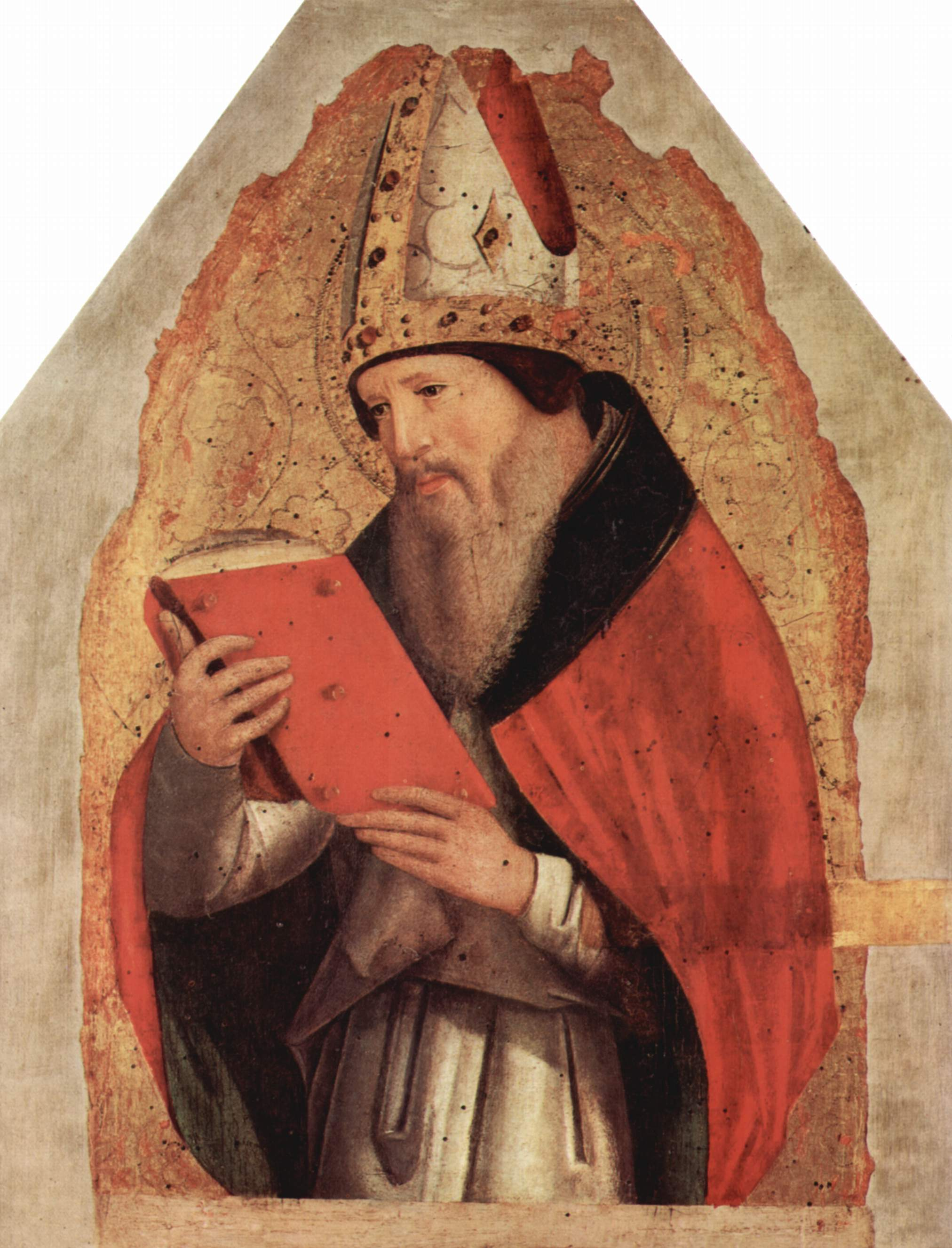
Sant'Agostino (Antonello da Messina)
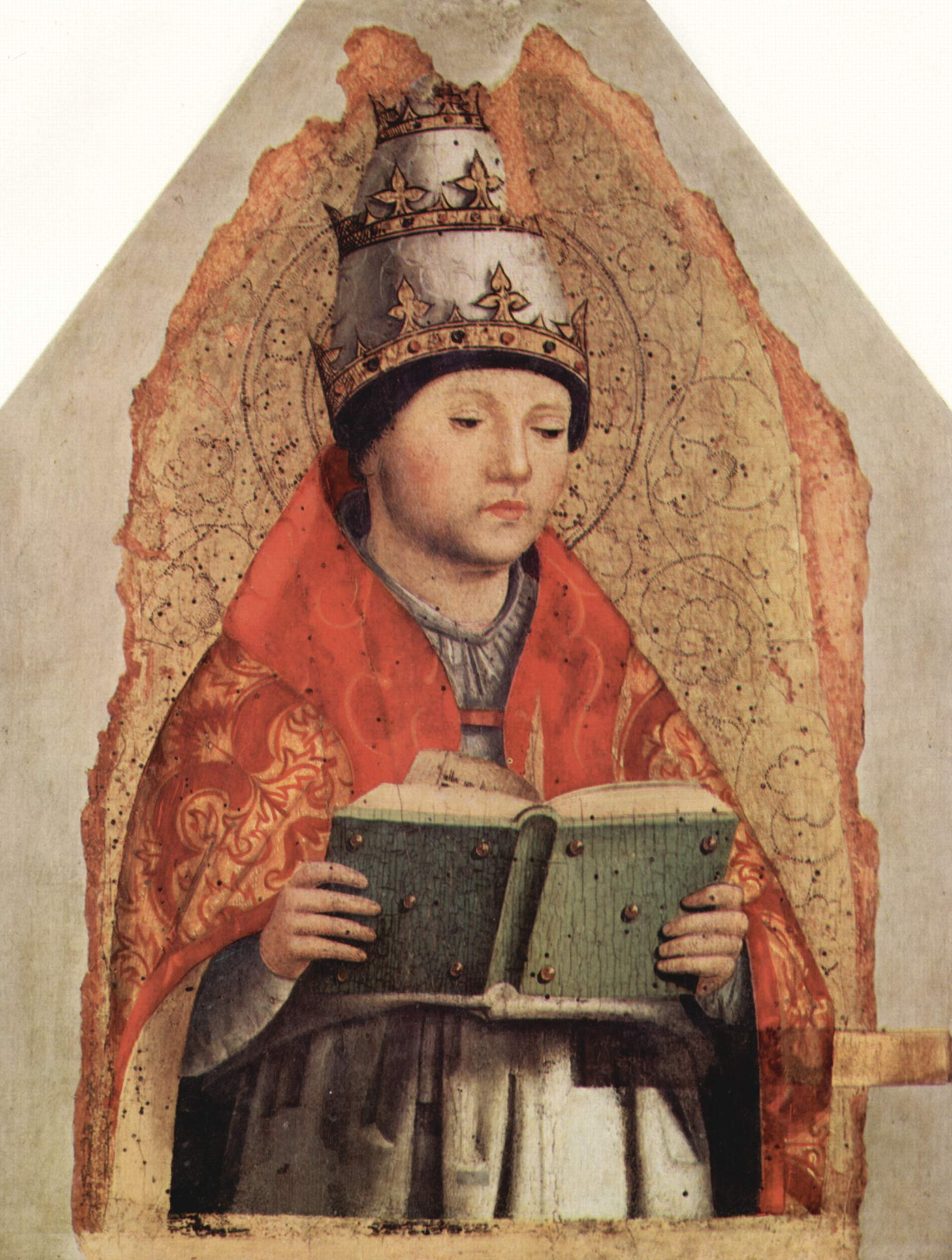
San Gregorio Magno (Antonello da Messina)
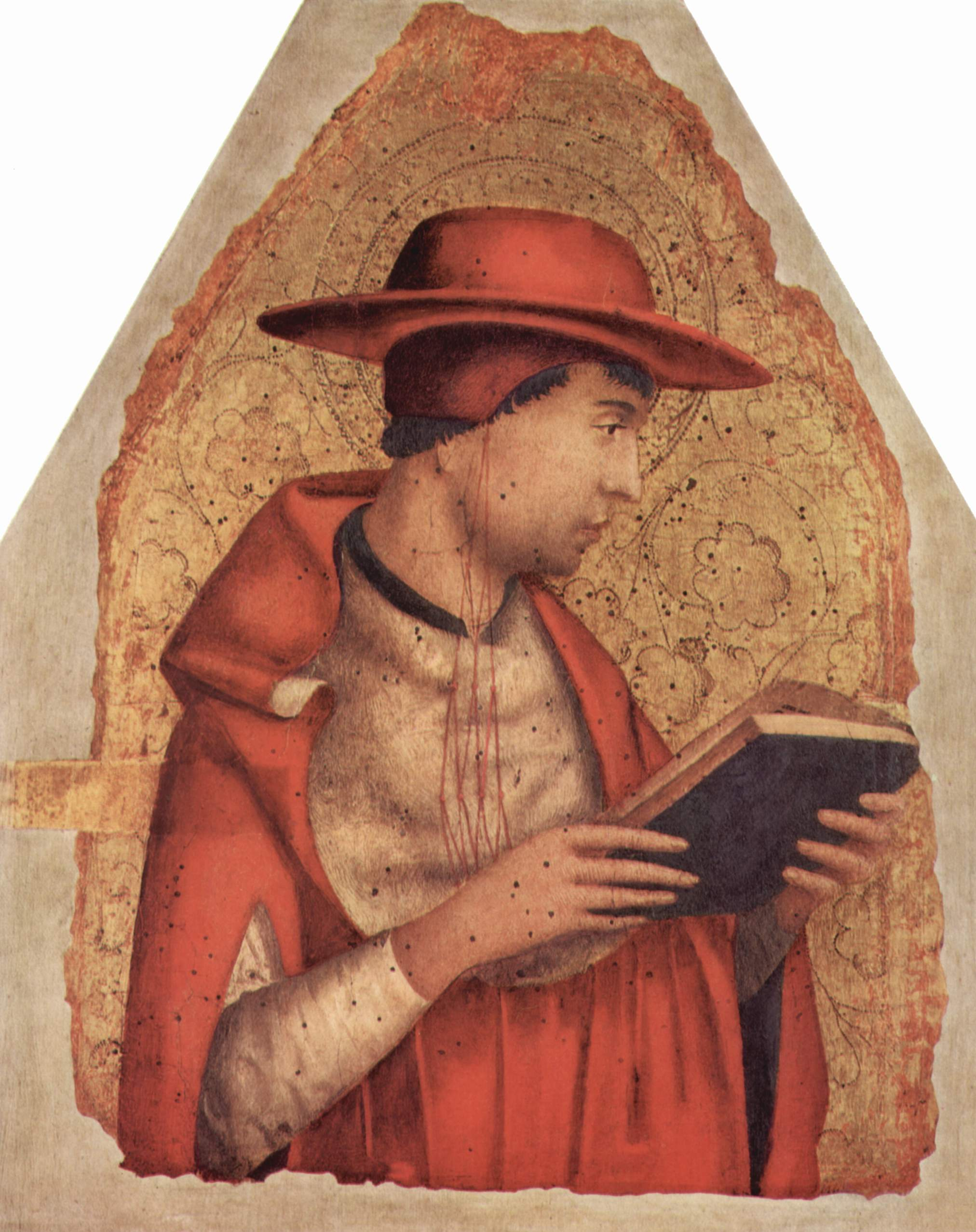
San Girolamo (Antonello da Messina)
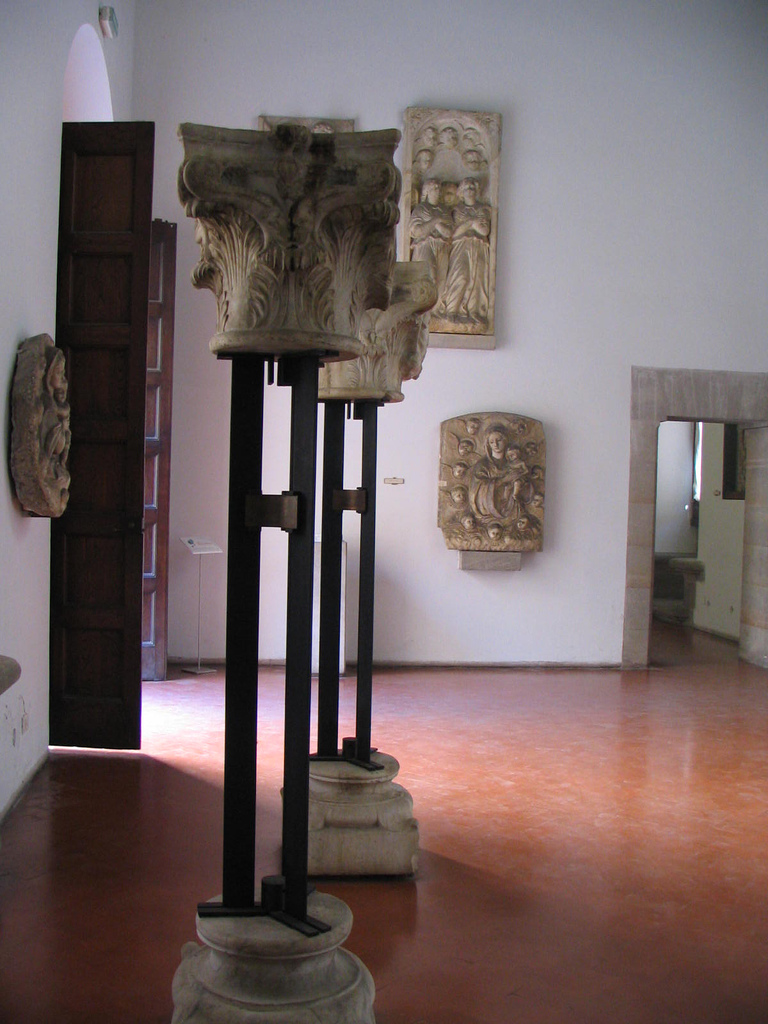
Le sale dedicate alla scultura
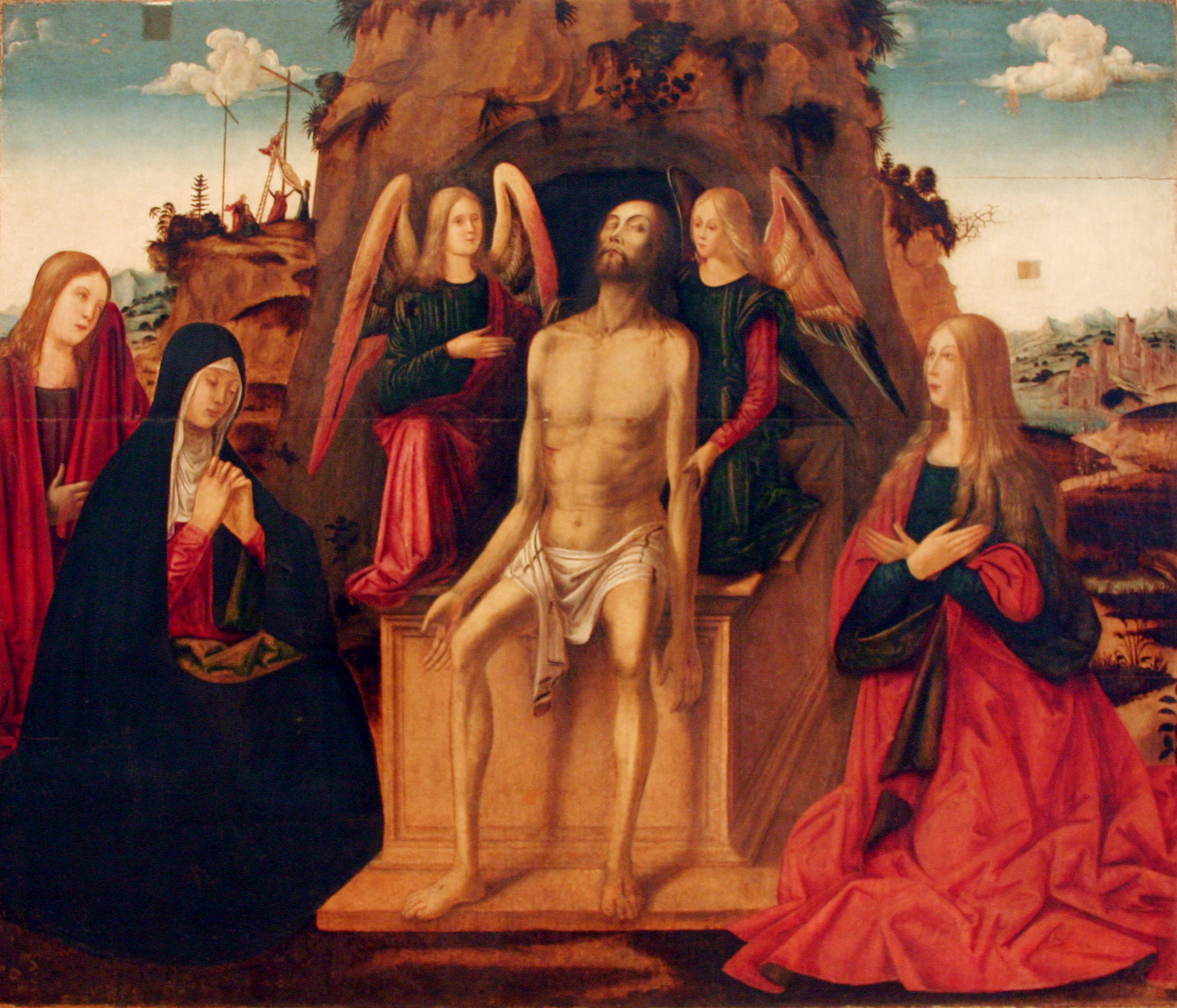
Pietà, seconda metà XVI sec.
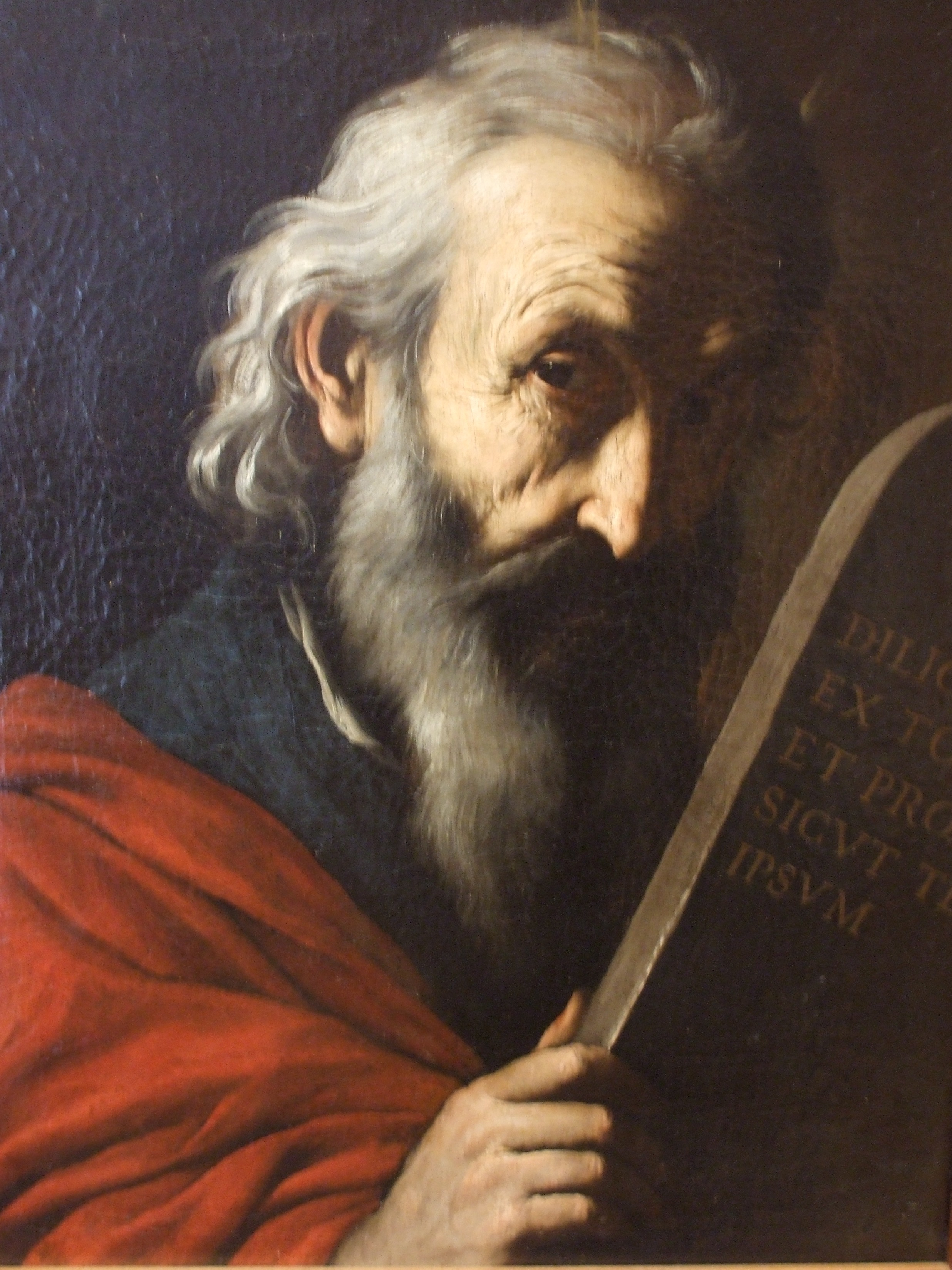
Mosè, Pietro Novelli
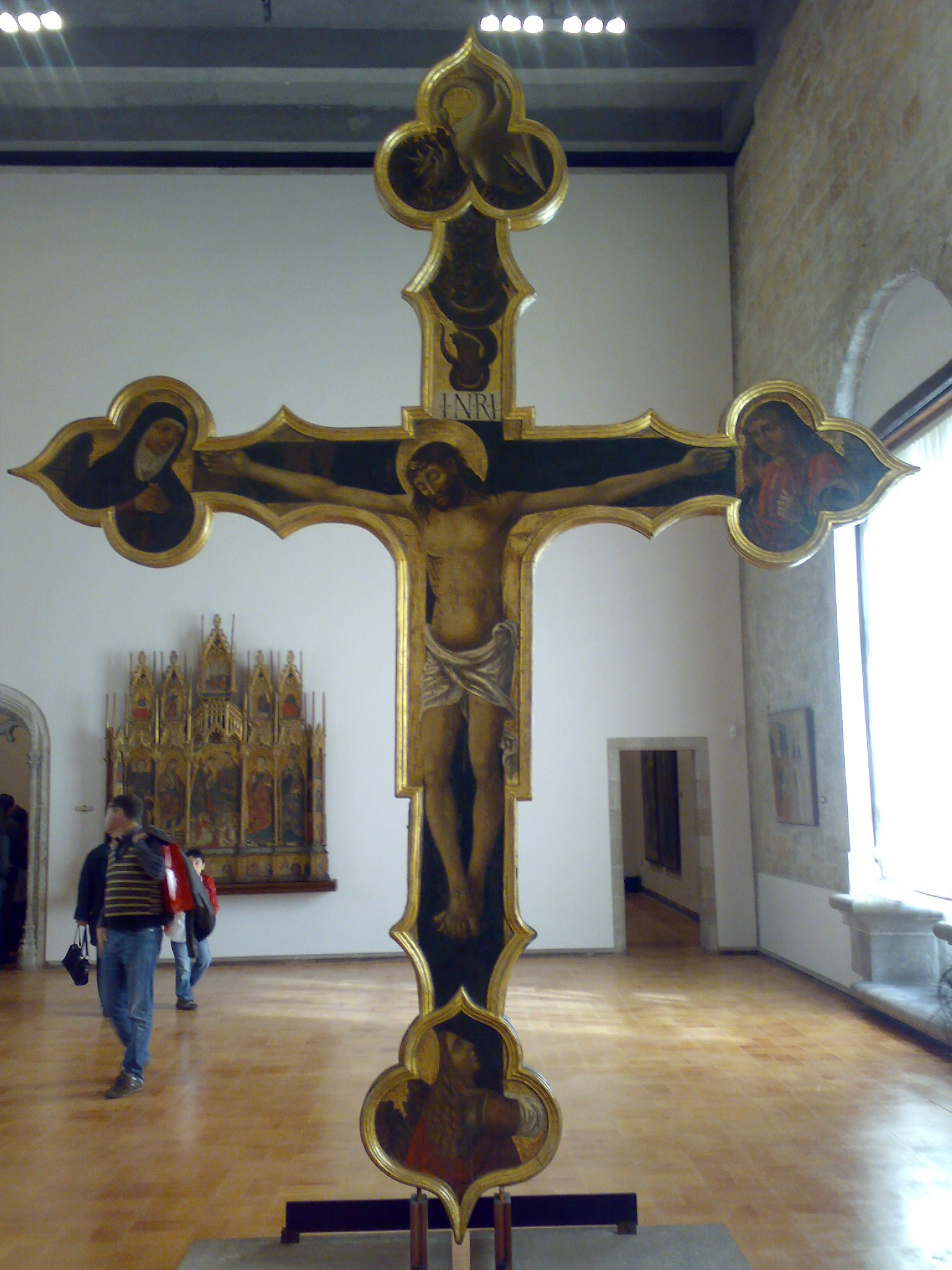
Sala delle Croci, Croce dipinta da Pietro Ruzzolone
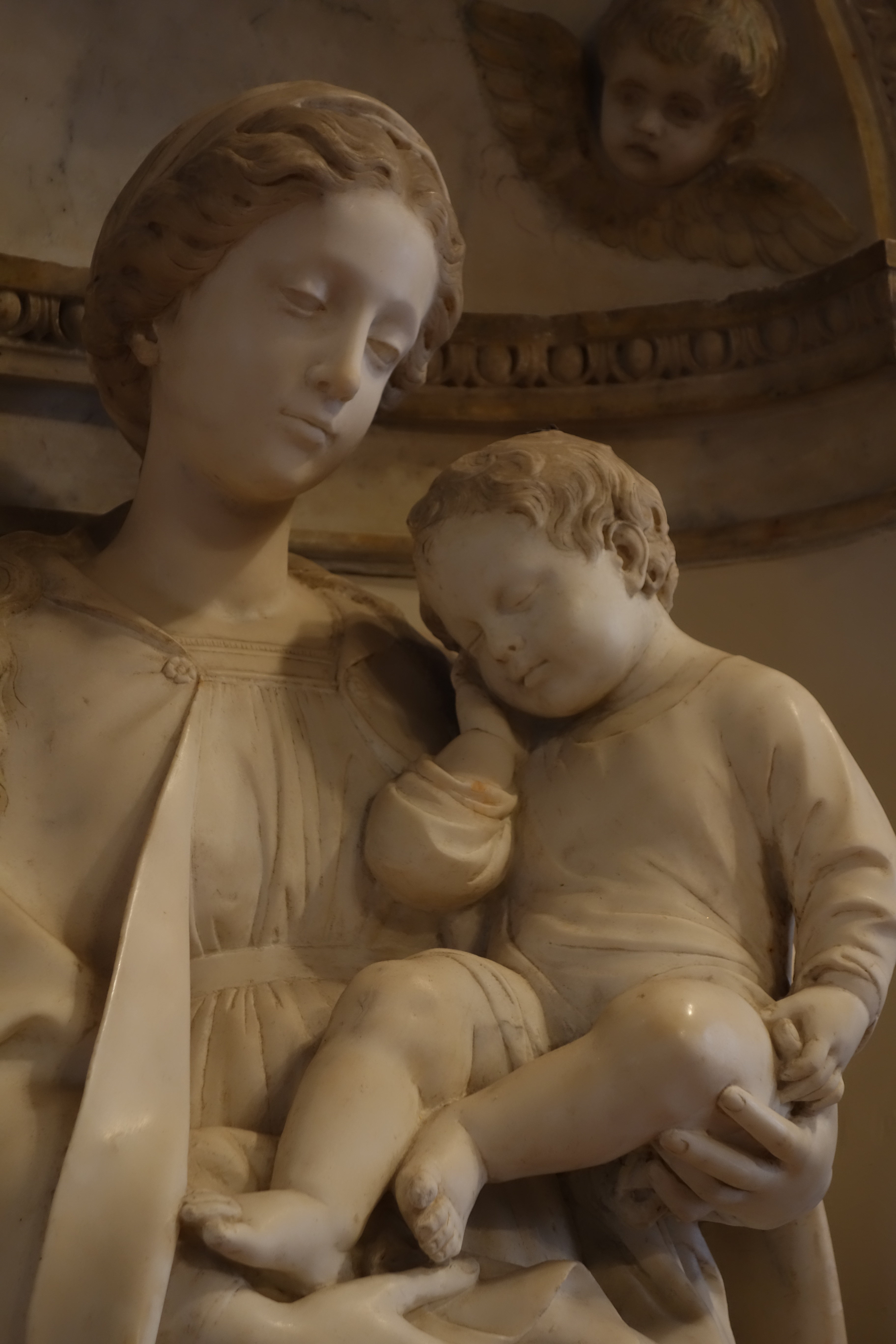
Madonna col bambino di Antonello Gagini
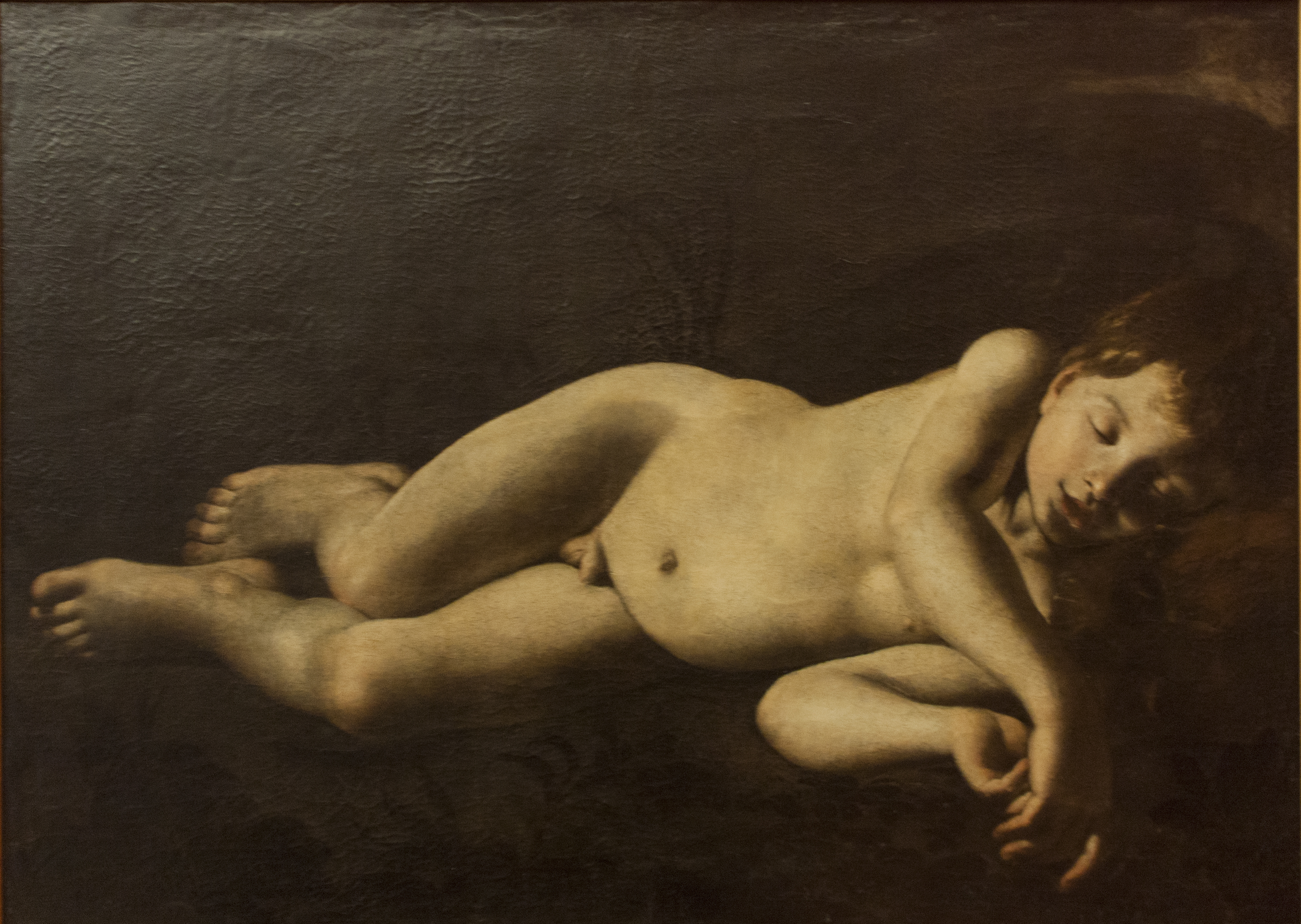
Amore Dormiente, Caracciolo
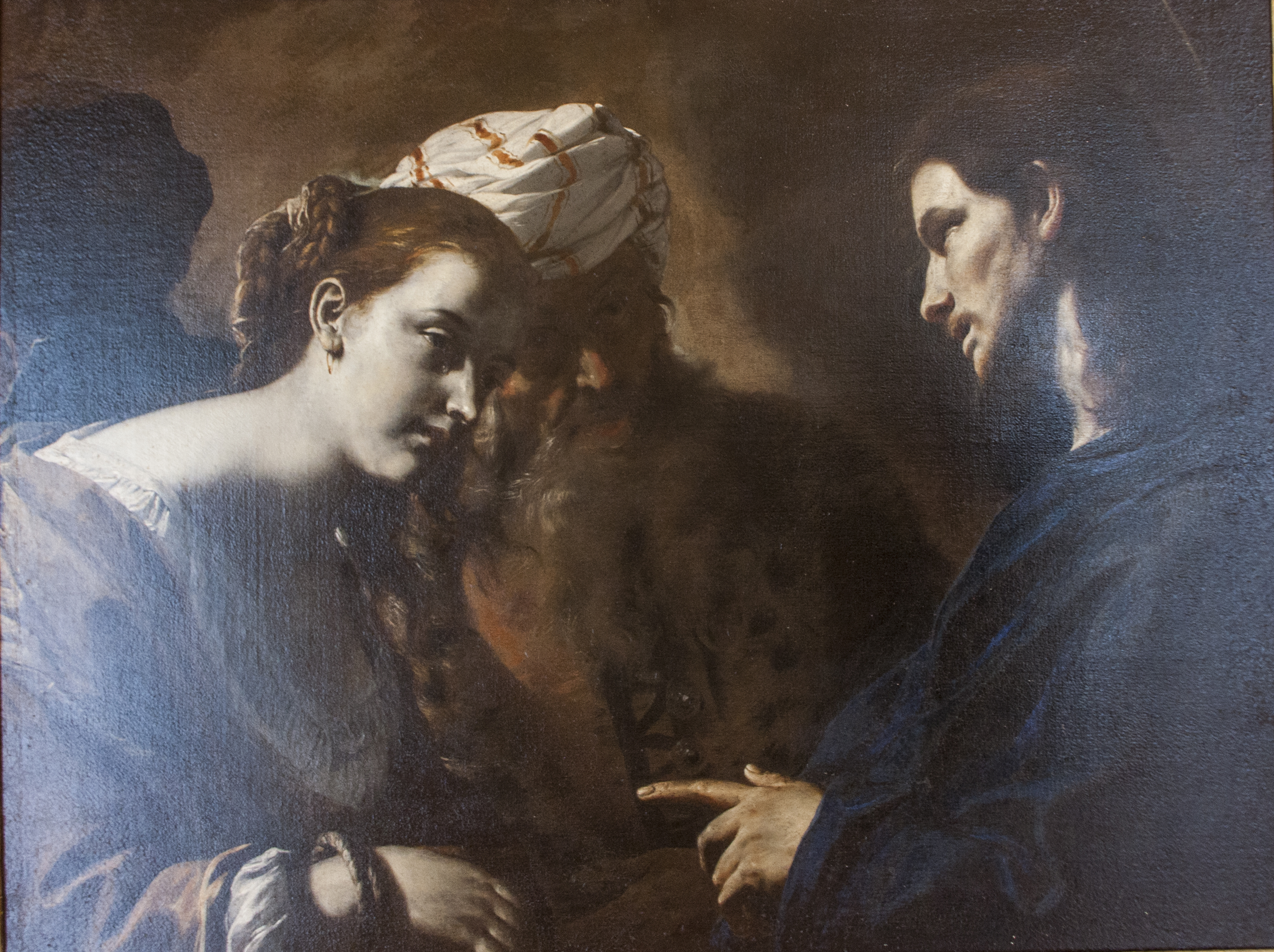
Cristo e l'adultera, Mattia Preti
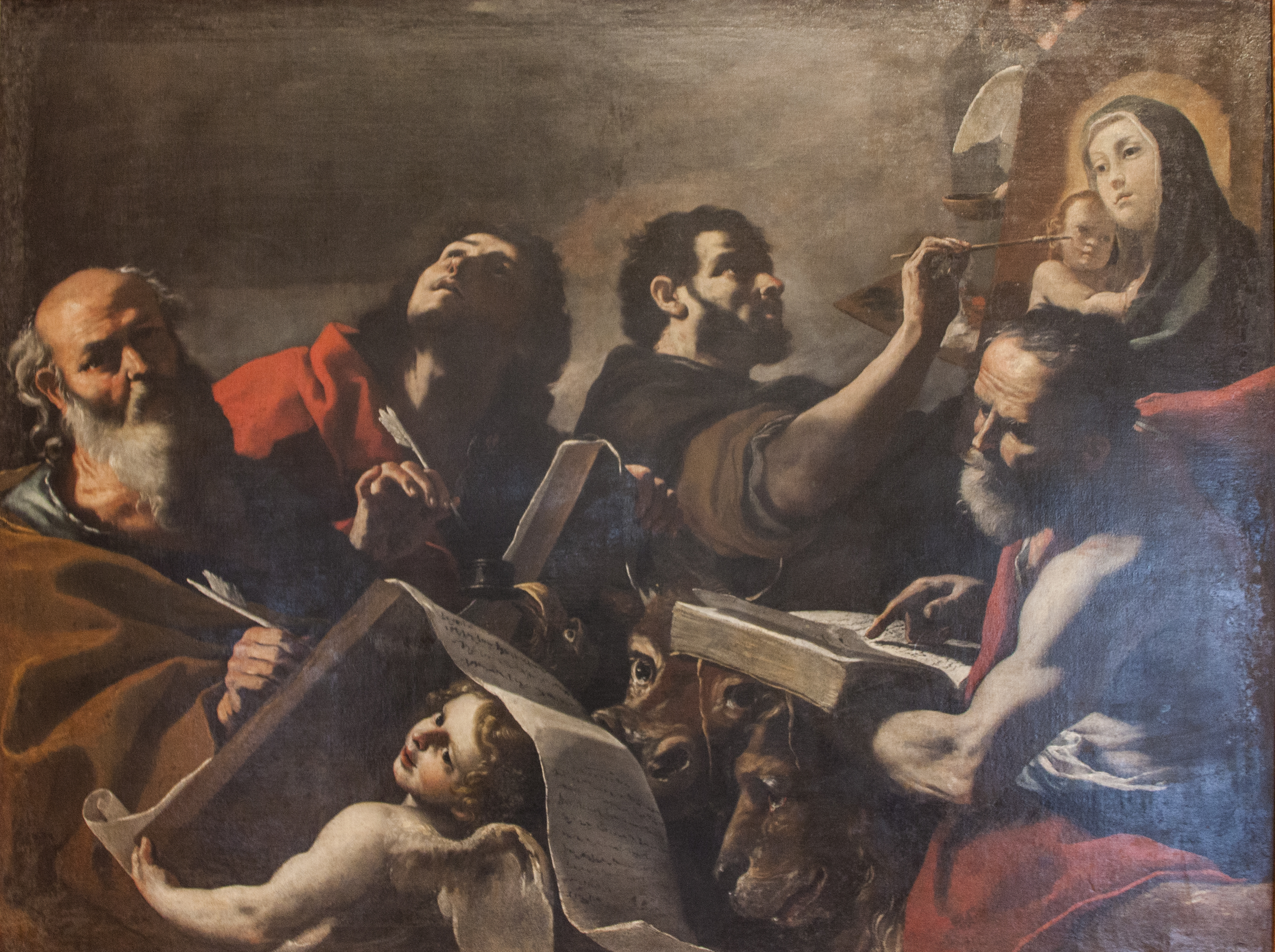
I quattro evangelisti, Mattia Preti
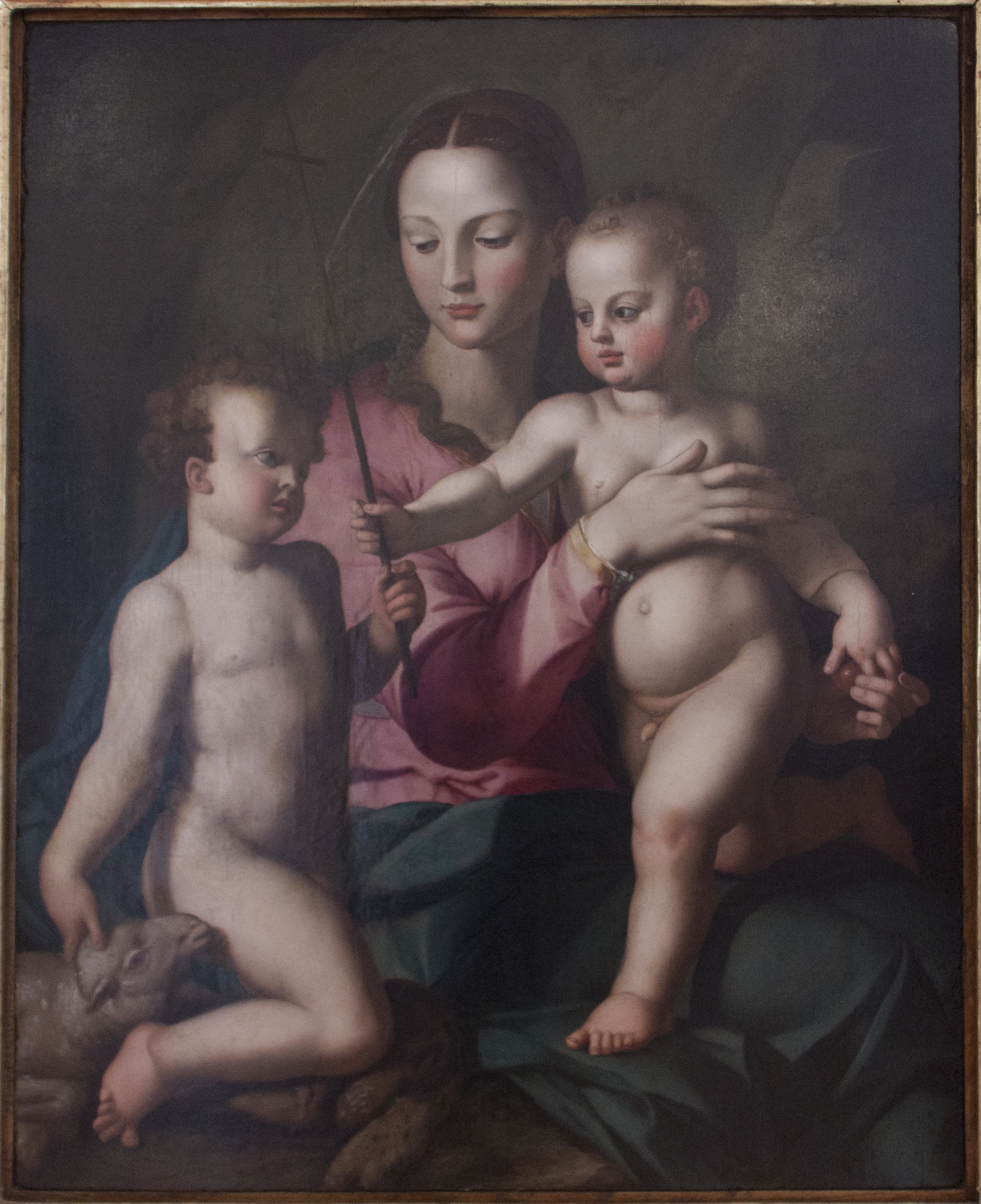
Madonna col Bambino e San Giovannino, Agnolo Bronzino
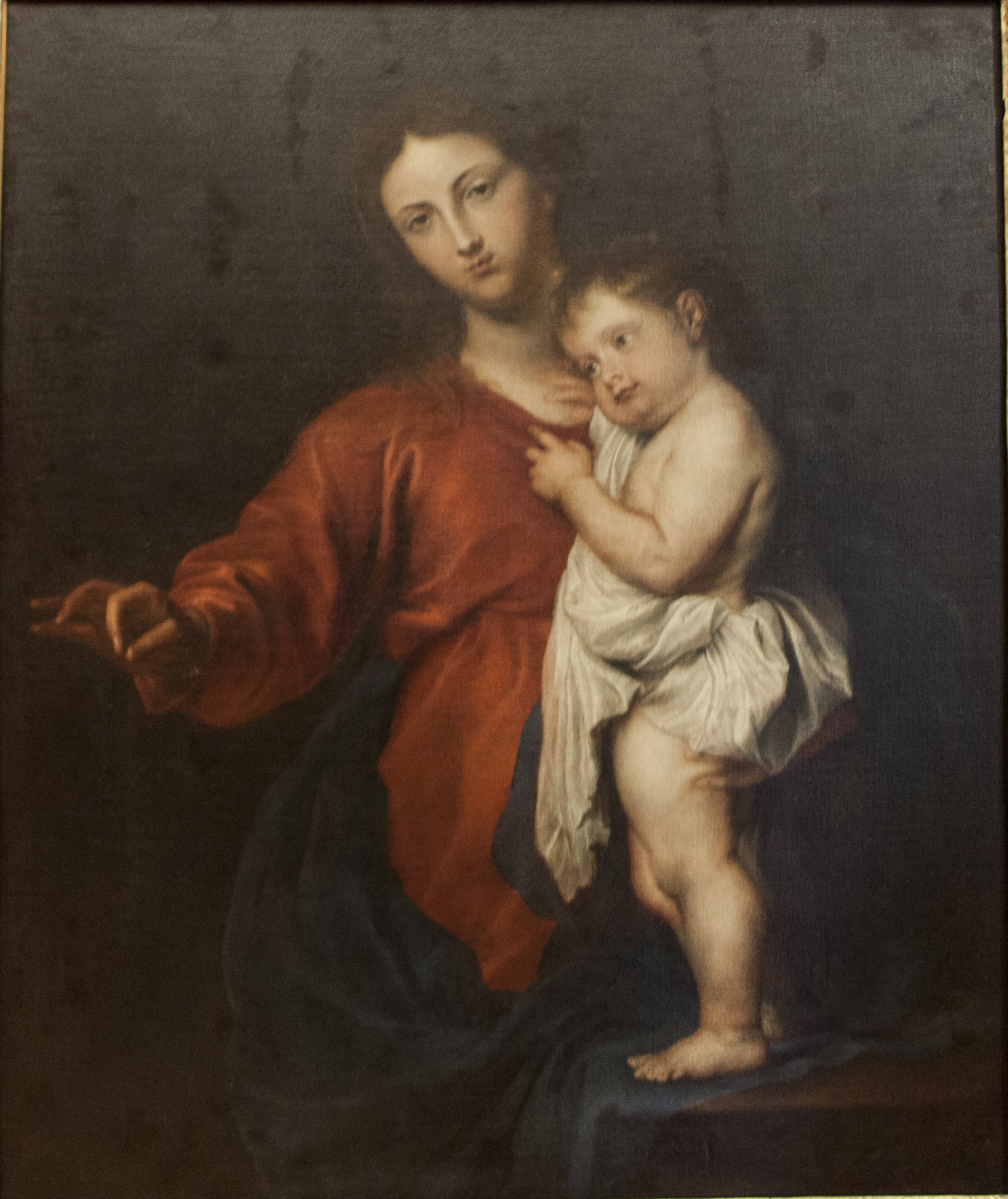
Madonna del Rosario, Antoon van Dyck
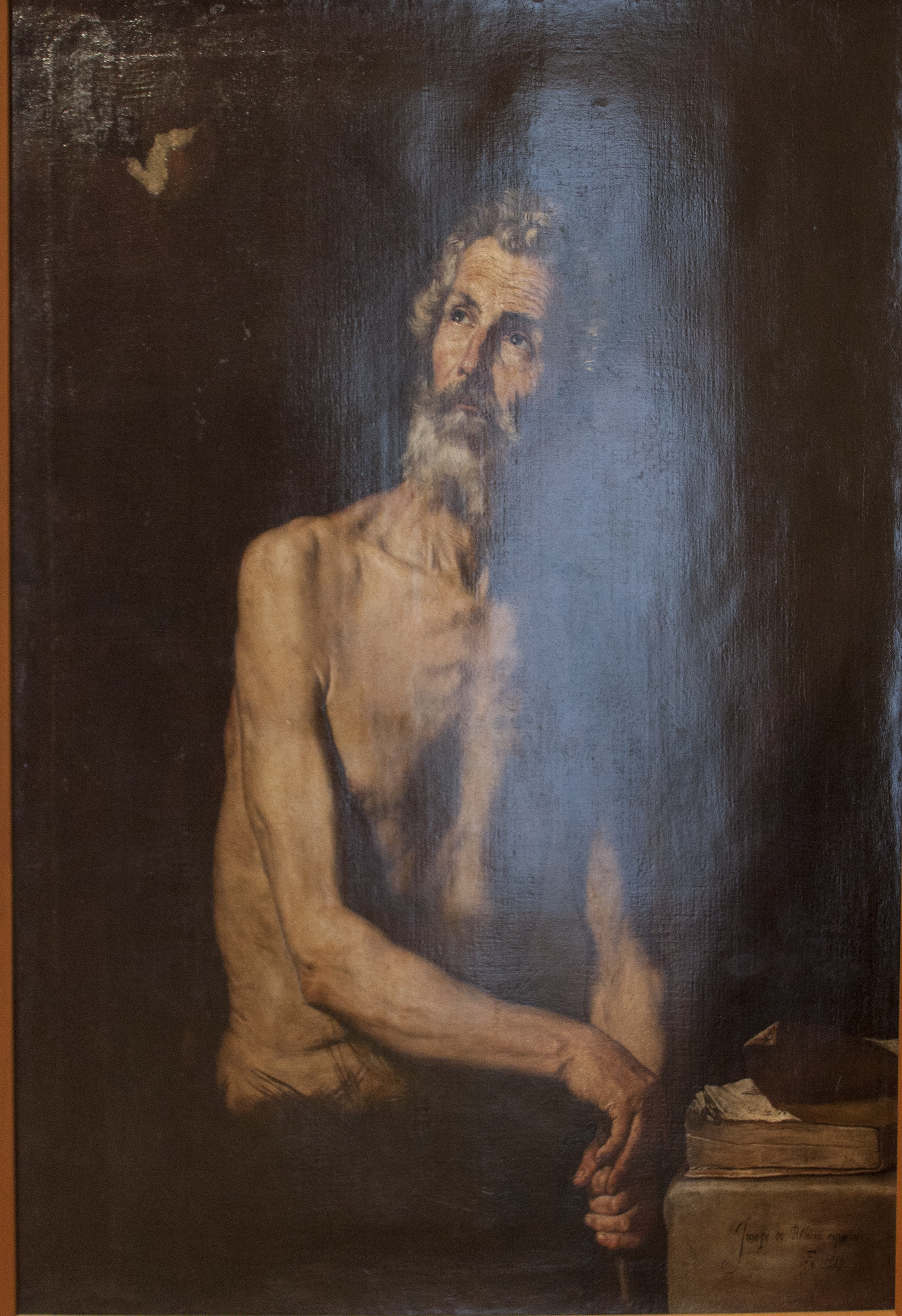
San Paolo eremita, Jusepe De Ribera
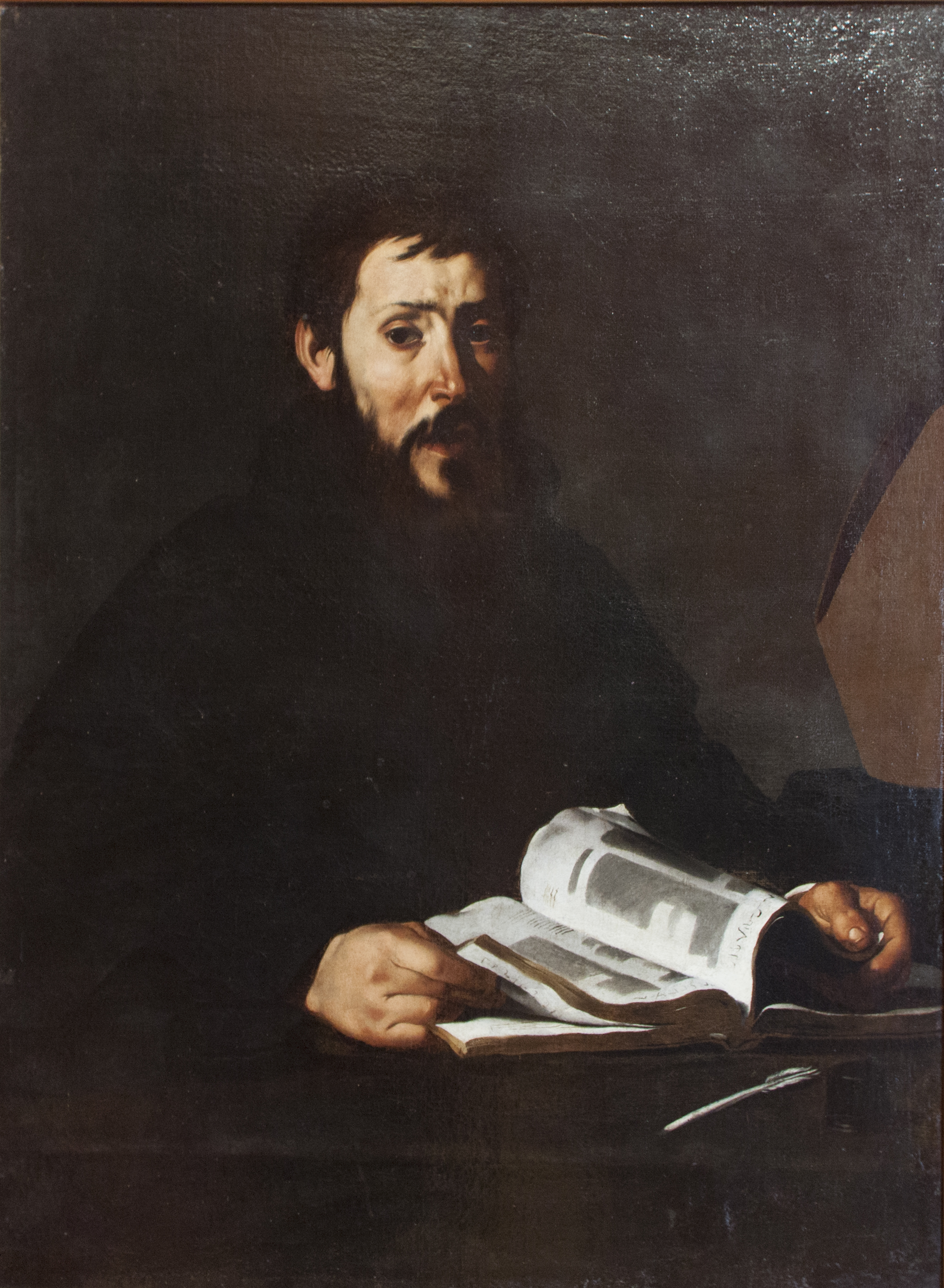
Sant'Agostino che sfoglia un libro, Jusepe de Ribera